# التسلسل الزمني للصراع الفلسطيني الإسرائيلي
يسرد هذا التسلسل الزمني للنزاع الإسرائيلي الفلسطيني الأحداث التي جرت من عام 1948 حتى الوقت الحاضر. نشأ الصراع الإسرائيلي الفلسطيني من العنف الطائفي في فلسطين الانتدابية بين اليهود الفلسطينيين والعرب، والذي غالبًا ما يوصف بأنه خلفية الصراع الإسرائيلي الفلسطيني. تطور الصراع في مرحلته الحديثة منذ إعلان دولة إسرائيل في 14 مايو 1948 وما تبعه من تدخل الجيوش العربية لصالح العرب الفلسطينيين ومساعدة الغرب لدولة الاحتلال.

## الخلفية
قامت دولة إسرائيل في 14 مايو 1948، في حين فشلت محاولة فلسطينية لإقامة دولة في قطاع غزة في سبتمبر 1948 تحت الحماية المصرية، حيث يديرها الجيش المصري بحكم الأمر الواقع وأعلن حلها في عام 1959.

## 1948 – 1949: الحرب العربية الإسرائيلية
| اليوم الشهر | الحدث (الأحداث) |
| --- | --- |
| - متطوعون عرب في حرب التطهير العرقي لفلسطين (1947 – 1948).                                                                                     | |
| قبل 1948 | حرب التطهير العرقي من 30 تشرين الثاني (نوفمبر) 1947 (وهو تاريخ تصويت مجلس الأمم المتحدة لصالح إنهاء الانتداب البريطاني على فلسطين، وخطة الأمم المتحدة لتقسيم فلسطين) إلى 15 أيار (مايو) 1948، خالقًا تغيرًا حادًّا للتوازنات في فلسطين، وإعلان الحركة الصهيونية لدولة إسرائيل وتحوّل المواجهة لما يعرف بالحرب العربية الإسرائيلية. |
| 13 مايو | سيطرة الهاغاناه على يافا. قُلص عدد سكانها عام 1947 البالغ 70000 نسمة إلى 4000 نسمة. |
| 14 مايو | اجتمع مجلس الشعب اليهودي في متحف تل أبيب، ووافق على إعلان عن "إقامة دولة يهودية في أرض الميعاد، تعرف بدولة إسرائيل". قبل 8 ساعات من انتهاء الانتداب البريطاني، أُعلن رسميًّا عن قيام دولة إسرائيل دون أن تُعلن حدودها بالضبط. |
| 14 مايو | في منتصف الليل، انتهى الانتداب البريطاني على فلسطين. |
| 15 مايو | بعد رسالة من وكيل الحكومة المؤقتة الجديدة إلى الرئيس ترومان مفادها أن «دولة إسرائيل قد أُعلنت جمهورية مستقلة ضمن الحدود التي أقرتها الجمعية العامة للأمم المتحدة»، اعترفت الولايات المتحدة بالحكومة المؤقتة باعتبارها سلطة الأمر الواقع لدولة إسرائيل الجديدة. |
| 15 مايو | سار أعضاء جامعة الدول العربية – سوريا والعراق ومصر وشرق الأردن وجيش الجهاد المقدس وجيش الإنقاذ العربي، بقواتهم إلى ما لم يعد في اليوم السابق الانتداب البريطاني على فلسطين. بعثت جامعة الدول العربية ببرقية للأمين العام للأمم المتحدة جاء فيها «بمناسبة تدخل الدول العربية في فلسطين لاستعادة القانون والنظام ومنع الاضطرابات السائدة في فلسطين من الانتشار في أراضيها ووقف المزيد من إراقة الدماء.». |
| 15 – 28 مايو | معركة القدس التي قامت بين الجيش الأردني في القدس والقوات الإسرائيلية في حرب فلسطين 1948، التي تمكن من خلالها الأردن من السيطرة على القدس الشرقية بما فيها البلدة القديمة. |
| 23 مايو | اغتيال توماس س. واسون القنصل العام للولايات المتحدة في القدس. |
| يونيو | أسفرت المواجهة العنيفة بين الجيش الإسرائيلي بقيادة دافيد بن غوريون، والمجموعة اليهودية شبه العسكرية المعروفة باسم قضية ألتالينا، عن تفكيك منظمة إرغون وليحي وجميع المنظمات شبه العسكرية الإسرائيلية العاملة خارج جيش الاحتلال الإسرائيلي. بدأ تسلل الفدائيين الفلسطينيين من مصر، مما أدى إلى العديد من المناوشات الصغيرة والغارات والغارات المضادة، مما أسفر عن سقوط مئات الضحايا من الجانبين، بما في ذلك العديد من المدنيين. قُتل أو جُرح ألف وثلاثمائة إسرائيلي في الهجمات شبه العسكرية.                       |
| 19 سبتمبر | اغتيال فولك برنادوت، مبعوث الأمم المتحدة للسلام، في القدس. |
| 22 سبتمبر | اجتمعت حكومة عموم فلسطين في قطاع غزة الذي تسيطر عليه مصر واعترف جميع أعضاء جامعة الدول العربية بها باستثناء الأردن. |
| 28 أكتوبر | قتل الجيش الإسرائيلي ما لا يقل عن 70 قرويًا في الدوايمة. |
| 13 نوفمبر | طُلِبَ من سكان قرية كفر برعم إخلاءها مؤقتًا من قِبَل الجيش الإسرائيلي، بأوامر الإخلاء صادرة عن بخور شالوم شيطريت. تمكن نحو 700 من سكان كفر برعم من الحصول على مأوى داخل إسرائيل، بينما شُجع باقي السكان البالغ عددهم 250 على العبور إلى لبنان. ومنذ ذلك الزمن ما زال أبناؤها يطالبون بالعودة، إلا أن السلطات الإسرائيلية لا تسمح لهم بالعودة بالرغم من صدور قرارات من الهيئات القضائية تقر لهم بحق العودة إليها. ولا زالت محاولات أهاليها للعودة مستمرّة للآن.                                                         |
| 11 كانون/الأول ديسمبر | أصدرَت الجمعية العامة للأمم المتحدة القرار رقم 194 والذي جاء في الفقرة 11 منه بأن الجمعية العامة «تقرر وجوب السماح بالعودة، في أقرب وقت ممكن للاجئين الراغبين في العودة إلى ديارهم والعيش بسلام مع جيرانهم، ووجوب دفع تعويضات عن ممتلكات الذين يقررون عدم العودة إلى ديارهم وكذلك عن كل فقدان أو خسارة أو ضرر للممتلكات بحيث يعود الشيء إلى أصله وفقًا لمبادئ القانون الدولي والعدالة، بحيث يعوّض عن ذلك الفقدان أو الخسارة أو الضرر من قبل الحكومات أو السلطات المسؤولة». بعد التصويت (35 مع، و15 ضد، و8 ممتنع). |
| - الوضع العسكري لفلسطين، في 6 نيسان (أبريل) 1949، كما نُشرَت في أوراق هاري ترومان. - خريطة الأمم المتحدة، لعام 1955، والتي تبين اتفاقيات الهدنة. | |
| فبراير – يوليو | عقدت إسرائيل اتفاقيات الهدنة مع دول الجوار. قُسمت أراضي فلسطين الانتدابية بين دولة إسرائيل وشرق الأردن وحكومة عموم فلسطين في غزة، تحت وصاية مصر. خلال الحرب وبعدها نزح حوالي 711.000 عربي فلسطيني ولاجئ. غادر أو طُرد ما بين 800.000 إلى 1.000.000 يهودي يعيشون في البلدان الإسلامية أثناء الحرب أو بعدها. |
| 24 فبراير | توقيع الهدنة مع مصر. |
| شهر فبراير | مقتل 148 متسللا برصاص جيش الاحتلال خلال شهر شباط في محيط المجدل / عسقلان. |
| 23 مارس | توقيع الهدنة مع لبنان. |
| 3 أبريل | توقيع الهدنة مع شرق الأردن. |
| يونيو | مقتل 93 متسللا برصاص جيش الاحتلال على طول حدود جنوب الأردن وقطاع غزة. |
| 30 يوليو | توقيع الهدنة مع سوريا. |
| يوليو | مقتل 59 متسللا برصاص جيش الاحتلال. وتشير التقديرات إلى مقتل ما لا يقل عن 1000 شخص خلال عام 1949، والغالبية العظمى منهم غير مسلحين. |
| 5 ديسمبر | هاجمت القوات الإسرائيلية قرية جلبون وهجرت سكانها متسببين بوفيات بين القرويين، واحتجت الحكومة الأردنية بشدة على هذا العمل الإسرائيلي غير المبرر وطالبت الأمين العام للأمم المتحدة بإبلاغ مجلس الأمن باتخاذ تدابير سريعة وصارمة لإعادة الفلسطينيين المطرودين إلى قريتهم وتسليم ممتلكاتهم المنهوبة وتعويض القرويين عن جميع الخسائر والأضرار. |

## 1948 – 1966:العمليات الفدائية
بين عامي 1949 و1953، كانت هناك 99 شكوى من قبل إسرائيل حول تسلل جماعات أو أفراد مسلحين و30 شكوى من عبور وحدات مسلحة أردنية إلى الأراضي الإسرائيلية. وقُتل عدة مئات من المدنيين الإسرائيليين على أيدي المتسللين، وتعرض بعضهم للاغتصاب والتشويه. ردا على ذلك شنت إسرائيل عدة غارات انتقامية. بين عامي 1949 و1956، قُتل 286 مدنياً إسرائيلياً. خلال الفترة نفسها، باستثناء العدوان الثلاثي، قُتل 258 جنديًا إسرائيليًا. قُتل ما بين 2700 و5000 عربي وفلسطيني. من غير الواضح ما إذا كان هؤلاء العرب متسللين حقًا أم أنهم ببساطة عابرين غير مصرح لهم، حيث كان العديد من الفلسطينيين يعبرون إلى إسرائيل لأسباب اقتصادية. تعاملت القوات الإسرائيلية بقساوة مع أي شخص يحاول الدخول غير المصرح به على أنه متسلل محتمل، بالنظر إلى مستوى إراقة الدماء.
| يوم الشهر | حدث (أحداث) |
| --- | --- |
| 1950 | |
| 23 كانون الثاني / يناير | أصدر الكنيست قرارًا يؤكد أن القدس عاصمة لإسرائيل، معلناً أن «القدس كانت وستظل دائمًا عاصمة إسرائيل». |
| 22 فبراير | وقعت مصر وإسرائيل اتفاقية الهدنة العامة في بلدة عوجة الحفير الواقعة على الحدود بين البلدين. حددت الاتفاقية حدود قطاع غزة كمنطقة محايدة بين البلدين. |
| 14 مارس | الكنيست يُصادق على "قانون أملاك الغائبين" الذي ينص على مصادرة الممتلكات التي يملكها أي من السكان العرب الفلسطينيين البالغ عددهم 725 000 فلسطيني الذين هُجروا من إسرائيل. |
| 28 مارس | العثور على جثث ثلاثة أطفال من عبسان قتلهم أعضاء الكتيبة 22 في 16 آذار / مارس في إسرائيل. |
| 20 أغسطس | هجرت قوات الإحتلال الإسرائيلي جميع سكان المنطقة المنزوعة السلاح في عوجة الحفير إلى الأراضي المصرية، ووجد مراقبو الأمم المتحدة أن ثلاثة عشر منهم توفوا أثناء تهجيرهم، وعُثر على جثث عدة أشخاص سحقتهم المركبات المدرعة. |
| واجهت دولة إسرائيل موجة من العمليات الفدائية الفلسطينية. في عام 1951، قُتل 118 إسرائيليا، من بينهم 48 مدنيا. وفقًا لسجلات الجيش الإسرائيلي، قُتل ما معدله 36 فدائيًا شهريًا خلال عام 1951. كما هاجم الإسرائيليون العرب، وتدهور الوضع العام. بدأت إسرائيل عمليات انتقامية كإجراء عقابي ووقائي من وجهة نظرها. | |
| 6 – 7 فبراير | هاجم جيش الاحتلال الإسرائيلي قرية شرفات، جنوب غربي القدس، وقتل تسعة فلسطينيين، يشمل 3 نساء وخمسة أطفال. |
| 5 أبريل | عملية الحمة: في أعقاب حادثة الحامة شنت طائرات حربية إسرائيلية هجوماً على قرية الحمة. فشلت العملية، حيث أخطأت الطائرات المهاجمة هدفها. كما قصفت إسرائيل منازل العرب في المنطقة الحدودية جنوب شرق بحيرة طبريا. |
| 20 أكتوبر | هجوم سريتين من اللواء السابع للجيش الإسرائيلي على الضاحية الشرقية لمدينة غزة ومقتل وجرح عشرات الفلسطينيين. |
| 1952 | |
| 6 – 7 يناير | أسفر هجوم للجيش الإسرائيلي على بيت جالا عن مقتل ستة فلسطينيين. وبحسب منشورات وزعت في مسرح الجريمة، فقد نُفذ الاعتداء انتقاما لاغتصاب وقتل فتاة يهودية في 4 ديسمبر 1951. |
| 6 يناير | مقتل 15 بدويا في هجوم لقوات المشاة الاسرائيلية على مخيمهم قرب مخيم البريج. |
| 14 يوليو | قتل خمسة حراس إسرائيليين على يد بدو في وادي تمناع. |
| 17 سبتمبر | طرد الإسرائيليون عشر عائلات من قبيلة الصانع إلى داخل الحدود الأردنية جنوب الخليل. |
| | |
| 1953 | |
| 25 فبراير | البرج: دورية للجيش الإسرائيلي قتلت وشوهت جثث خمسة رعاة وصادرت 177 شاة. |
| 28 فبراير | قرب بيت جبرين: الجيش الإسرائيلي يعدم خمسة مهربين من قطاع غزة. |
| 14 أبريل | حاول فدائيون فلسطينيون لأول مرة التسلل إلى إسرائيل عن طريق البحر، لكنهم لم ينجحوا. اعترض أحد القوارب وهرب القارب الآخر. |
| 22 أبريل | قُتل ستة جنود أردنيين على الأقل بنيران قناص إسرائيلي من القدس الغربية. |
| 17 – 23 مايو | عملية "الأفعى على المسار": هاجم الجيش الإسرائيلي سبع قرى في الضفة الغربية ومخيم بدوي في إسرائيل. |
| 11 – 12 أغسطس | عملية "الانتقام والثأر": هاجم الجيش الإسرائيلي أربع قرى في الضفة الغربية، بما في ذلك الخضر وصوريف. وقتل ستة اشخاص. |
| 28 أغسطس | أول عملية للوحدة 101. أسفر الهجوم على مخيم البريج عن مقتل 20 لاجئا بينهم 7 نساء وخمسة أطفال. |
| 28 سبتمبر | أنشأ الجيش الإسرائيلي مستوطنة كتسيعوت المحصنة، التي تطل على مفترق العوجة. |
| 14 أكتوبر – 15 أكتوبر | مذبحة قبيا: داهمت الوحدة 101 بقيادة أرييل شارون قرية قبيا العربية (التي كانت حينها تحت السيادة الأردنية) وقُتل في المذبحة 69 فلسطينيًّا، العديد منهم في أثناء اختبائهم في بيوتهم التي فُجرت، وهُدم 45 منزلًا ومدرسةً واحدة ومسجدًا واحدًا. |
| 24 نوفمبر | صدور قرار رقم 101 من مجلس الامن بادانة مذبحة قبية في فلسطين. |
| 1954 | |
| 16 – 17 مارس | مذبحة معاليه عقرابيم: هجوم على حافلة ركاب إسرائيلية، أسفر عن مقتل 11 راكباً برصاص الفدائيين الذين نصبوا كمينًا وركبوا الحافلة، وتوفي واحد بعد 32 عامًا من إصابته في حالة من الشلل والإدراك الجزئي، ونجا أربعة ركاب بعد إصابة اثنين منهم على أيدي المسلحين. وكان الناجون الأربعة عبارة عن جنديين إسرائيليين وامرأة وفتاة تبلغ من العمر 5 سنوات بعد أن دافع عنها أحد الجنود الذين كانوا يستقلون الحافلة وعن شقيقها بجثته. |
| 28 – 29 أبريل | عملية "الأسد": هجوم لجيش الاحتلال (60 فردا من كتيبة المظلات 890 بقيادة أريئيل شارون) على قرية نحالين. تسعة قتلى: أربعة من الحرس الوطني وثلاثة جنود أردنيين ومختار القرية وامرأة. |
| 27 يونيو | قامت مجموعة مداهمة مكونة من سبعة رجال، بمن فيهم مئير هار تسيون، بمهاجمة معسكر للجيش العربي في عزون مما أسفر عن مقتل ثلاثة جنود أردنيين في أسرتهم. كما قُتل راع أثناء اقترابهما من المخيم. وأصيب أحد المهاجمين وأسر. |
| 10 – 12 يوليو | عملية "العين بالعين": قامت سرية إسرائيلية بقيادة أرييل شارون بمهاجمة موقع على حدود غزة بالقرب من كيسوفيم، مما أسفر عن مقتل 9 أو 10 من رجال الدرك الفلسطينيين. |
| 23 – 24 يوليو | بدء فضيحة لافون، العملية السرية الإسرائيلية الفاشلة كانت تعرف بعملية سوزانا |
| 1 سبتمبر | هجوم كتيبة المظليين 890 التابعة لجيش الاحتلال على بيت لقيا أسفر عن مقتل ثلاثة من جنود الفيلق العرب وأسر ثلاثة آخرين. قتل اثنان من المظليين في الهجوم. |
| 1955 | |
| 18 يناير | مقتل مهاجرين يهوديين من الأرجنتين والبرازيل كانا يعملان في مستوطنة أوغور [الإنجليزية]. |
| 12 فبراير | قُتلت امرأة يهودية ورجل أثناء قيامهما برحلة على الجانب الأردني من خط الهدنة. بعد ثلاثة أسابيع، قام شقيق المرأة، مائير هار-صيون [الإنجليزية]، وثلاثة من أصدقائه بتعذيب وقتل خمسة من البدو. |
| 28 فبراير – 1 مارس | عملية "السهم الأسود": قاد أرييل شارون هجومًا إسرائيليًا على قاعدة للجيش المصري في قطاع غزة أسفر عن مقتل 38 جنديًا مصريًا ومدنيين اثنين. قُتل ثمانية جنود إسرائيليين خلال العملية وأصيب 30 مصريًا وثلاثة عشر إسرائيليًا. وفقًا للرئيس المصري جمال عبد الناصر، كانت هذه العملية هي الدافع الرئيسي لصفقة السلاح الكبرى بين مصر وتشيكوسلوفاكيا في عام 1955.                                                                      |
| 31 أغسطس – 1 سبتمبر | هاجم جيش الاحتلال الإسرائيلي أطراف مدينة خان يونس. وقتل 72 مصري وفلسطيني. |
| 27 – 28 أكتوبر | عملية الكونتيلا [الإنجليزية]: قاد أرييل شارون قوة من 200 جندي مظلي إسرائيلي في هجوم على الكونتيلا. مقتل 12 جنديًا مصريًا. وجنديين إسرائيليين. |
| 29 أغسطس | هجوم بيت حنينا: نفذت خلية فدائية فلسطينية عملية إطلاق نار في إسرائيل بالقرب من قرية بيت حنينا. وقتل في الهجوم أربعة مدنيين إسرائيليين وأصيب 10 آخرون. |
| 11 – 12 سبتمبر | عملية جوناثان: قامت سرايا مظلات إسرائيليتان بمهاجمة حصن خربة الرحوة للشرطة على طريق الخليل - بئر السبع، مما أسفر عن مقتل أكثر من عشرين جنديًا وشرطيًا أردنيًا. وكان النقيب الشهير مائير هار-صيون [الإنجليزية] من بين الجرحى الإسرائيليين. |
| 2 – 3 نوفمبر | عملية "بركان": هاجم الجيش الإسرائيلي مواقع للجيش المصري في الصبحا ووادي صيرام، مما أسفر عن مقتل 81 جنديًا مصريًا. |
| 11 – 12 ديسمبر | عملية "أوراق الزيتون": هاجمت قوة إسرائيلية كبيرة بقيادة أرييل شارون مواقع سورية شرق بحيرة طبريا. قتل 48 جنديا سوريا وستة مدنيين. |
| 1956 | |
| 5 أبريل | أمر موشيه ديان بقصف وسط مدينة غزة بقذائف هاون عيار 120 ملم. مقتل 57 مدنياً وأربعة جنود مصريين. |
| 11 أبريل | هجوم كنيس شافرير: هجومًا نفذه فدائيان فلسطينيان في مجتمع كفر حباد (شافرير)، حيث أطلقا النار على كنيس مليء بالأطفال والمراهقين، بعد أن تسللا عن طريق مصر، مما أسفر عن مقتل 3 أطفال وعامل شاب وإصابة 5 منهم ثلاثة بجروح خطيرة. |
| 13 سبتمبر | عملية غاليفر: عملية للجيش الإسرائيلي في الأردن اقتحمت خلالها قوة مظلية صغيرة الحصن في غرندل، على حدود الأردن - النقب، مقتل ما لا يقل عن 9 من رجال الشرطة وعناصر فيلق الجمال الأردني. قُتل عنصر في الجيش الإسرائيلي وجُرح 12 عنصرًا. |
| 9 أكتوبر | هجوم على مركز شرطة قلقيلية شنته قوة في حجم كتيبة إسرائيلية تضمنت مدرعة ومدفعية. قتل ما بين 70 و90 أردني. |
| 29 أكتوبر – 7 نوفمبر | العدوان الثلاثي. اجتاحت إسرائيل شبه جزيرة سيناء المصرية بموافقة سرية من فرنسا وبريطانيا. كان للدول الأوروبية مصالح اقتصادية وتجارية في قناة السويس، بينما أرادت إسرائيل إعادة فتح القناة للشحن الإسرائيلي وإنهاء التوغلات والهجمات الفدائية التي تدعمها مصر. انسحبت إسرائيل بالكامل بعد ستة أشهر عندما أكدت مصر لإسرائيل سلامة الملاحة والأمان.                                                                      |
| 29 أكتوبر | مجزرة كفر قاسم: نفذها حرس الحدود الإسرائيلي في 29 أكتوبر 1956 ضد مواطنين فلسطينيين عُزَّل في قرية كفر قاسم راح ضحيتها 49 مدنيًا عربيًا: منهم ثلاثة وعشرين طفلًا دون الثامنة عشر. حاولت حكومة إسرائيل بقيادة بن غوريون التستر على المجزرة ومنع نشرها. وتعرض المتهمون لمحاكمات صورية وأُطلق سراحهم فيما بعد. |
| 2 نوفمبر | احتلال إسرائيل لقطاع غزة. |
| 3 نوفمبر | أفاد مراقبو الأمم المتحدة بمقتل 275 شخصًا في خان يونس. |
| 12 نوفمبر | مذبحة رفح: نفذها جيش الإسرائيلي في بلدة رفح أثناء احتلاله شبه جزيرة سيناء ومحمية غزة. وقد راح ضحيتها نحو 111 شخصاً من سكان رفح ومخيم اللاجئين. تفاصيل المجزرة لا تزال موضع نقاش، حيث أن إسرائيل لا تنكر ولا تعترف بأي اعتداءات، لكنها تعترف بأن عددًا من اللاجئين قد قُتلوا أثناء عملية الفحص. وتزعم أن اللاجئين استمروا في مقاومة جيش الإسرائيلي.                                                                      |
| 1957 | |
| 11 يناير | بدء محاكمة 11 من ضباط وجنود حرس الحدود الإسرائيلي على جرائمهم خلال مذبحة كفر قاسم. |
| 22 يناير | انسحاب إسرائيل من شبه جزيرة سيناء (التي احتلتها في 29 أكتوبر 1956 أثناء العدوان الثلاثي)، واحتفظت بقوات لها في قطاع غزة وعلى طول الساحل الشرقي لشبه الجزيرة. |
| 18 فبراير | مقتل مدنيان بالألغام الأرضية، بجانب نير إسحاق على الحدود الجنوبية لقطاع غزة. |
| 7 مارس | انسحاب الجيش الإسرائيلي من قطاع غزة. ونشر قوات حفظ السلم على الحدود بين غزة وإسرائيل |
| 1958 | |
| 26 مايو | مقتل 4 من ضباط الشرطة الإسرائيلية في هجوم أردني على جبل المشارف بالقدس. في الساعة 1654 بالتوقيت المحلي، قُتل المقدم فلينت من لجنة الهدنة المختلطة على ما يبدو برصاص قناص أثناء محاولته إجلاء القتلى والجرحى الإسرائيليين من دورية للشرطة الإسرائيلية. كانت دورية الشرطة الإسرائيلية على طريق متنازع عليه خلف قرية العيسوية في منطقة جبل المشارف التي يسيطر عليها الأردن.                                              |
| 1959 | |
| | ياسر عرفات يُؤسس حركة فتح المسلحة، في مصر، لمهاجمة أهداف في إسرائيل. |
| 1 فبراير | مقتل 3 مدنيين بسبب لغم أرضي بالقرب من موشاف زبديئيل. |
| 15 أبريل | مقتل حارس في كيبوتس كيبوتس رامات راحيل. |
| 27 أبريل | إطلاق النار على متجولين اثنين من مسافة قريبة بالقرب من جبل مسعدة. |
| 3 أكتوبر | مقتل راعٍ من كيبوتس كيبوتس حفتسي باه بالقرب من كيبوتس كيبوتس ياد حنة. |
| 1960 | |
| 26 أبريل | مقتل أحد سكان عسقلان جنوب المدينة. |
| 1961 | |
| 27 مارس | تأسيس جيش التحرير الفلسطيني، الذراع العسكري لمنظمة التحرير الفلسطينية، بالعراق |
| 1962 | |
| 5 مارس | أصدر الرئيس المصري جمال عبد الناصر النظام الدستوري لقطاع غزة. |
| 12 أبريل | أطلق فدائيون النار على حافلة تابعة لشركة إيجد في الطريق إلى إيلات أصيب فيها راكب واحد. |
| 30 سبتمبر | هجوم لفدائيين على حافلة لشركة إيجد في طريقها إلى إيلات لكن لم يصب أحد |
| 1963 | |
| يونيو | حل حكومة عموم فلسطين رسميا. |
| 1964 | |
| 13 - 17 يناير | انعقاد مؤتمر القمة العربي 1964 بالقاهرة وتوصية بإقامة قواعد سليمة لتنظيم الشعب الفلسطيني لتمكينه من تحرير وطنه وتقرير مصيره ولتمثيل الفلسطينيين في المحافل الدولية. |
| 3 فبراير | جامعة الدول العربية تُعلن عن تشكيل منظمة التحرير الفلسطينية، وجيش التحرير الفلسطيني، تحت قيادة أحمد الشقيري، ومقرها في القاهرة. بعد ذلك انعقد المؤتمر العربي الفلسطيني الأول في القدس نتيجة للقرار |
| 28 مايو | انعقاد المؤتمر العربي الفلسطيني الأول بمدينة القدس، وتأسيس منظمة التحرير الفلسطينية في الضفة الغربية وكان الهدف الرئيس من إنشاء المنظمة، هو تحرير فلسطين عبر الكفاح المسلح. |
| 1965 | |
| 1 يناير | أول هجوم كبير لفتح عندما تسلل أعضاء من فتح إلى إسرائيل وحاولوا تخريب الناقل القطري الإسرائيلي. تمكنت الفرقة من وضع عبوة ناسفة بالقرب من الناقلة المائية، لكنها لم تنفجر واكتشفتها دورية حرس الحدود الإسرائيلية. |
| 31 مايو | أطلق جنود أردنيون النار على حي المصرارة بالقدس، مما أسفر عن مقتل مدنيين اثنين وجرح 4. |
| 1 يونيو | فدائيون يهاجمون منزلاً في كيبوتس يفتاح. |
| 29 سبتمبر | استشهاد مناضل وهو يحاول مهاجمة موشاف موشاف أماتسيا. |
| 7 نوفمبر | فجرت خلية تابعة لحركة فتح تسللت من الأردن منزلاً في موشاف جفعات يشعياهو جنوب بيت شيمش. تم تدمير المنزل لكن السكان لم يصبوا. |
| 1966 | |
| 25 أبريل | أدت التفجيرات التي قام بها الفدائيون إلى إصابة مدنيين اثنين وإلحاق أضرار بثلاثة منازل في موشاف بيت يوسف في وادي بيسان. |
| 16 مايو | مقتل 2 من الإسرائيليين عندما اصطدمت سيارتهم الجيب بلغم أرضي شمال بحيرة طبريا وجنوب ألماغور. |
| 14 يوليو | هاجم فدائيون منزلاً في كفار يوفال في الشمال. |
| 19 يوليو | تسلل فدائيون إلى موشاف مرجليوت على الحدود الشمالية وزرعوا 9 شحنات متفجرة. |
| 27 أكتوبر | إصابة مدني بجروح جراء انفجار عبوة ناسفة على خطوط السكك الحديدية المؤدية إلى القدس. |
| 13 نوفمبر | معركة السموع: معركة حدثت بين الجيش الأُردني والجيش الإسرائيلي، حيث تذرعت إسرائيل بحجة وجود قاعدة للعمل الفدائي في بلدة السموع في الضفة الغربية التابعة للمملكة الأردنية الهاشمية آنذاك، وأنها قامت بعدة عمليات عسكرية في العمق الإسرائيلي. الأمر الذي دعاها إلى مهاجمة هذه البلدة في لواء الخليل. |

## 1967 – 1973
| يوم الشهر                                              | حدث (أحداث) |
| ------------------------------------------------------ | --- |
| 1967                                                   | |
| يونيو                                                  | حرب 1967: التي نشبت بين إسرائيل وكل من العراق ومصر وسوريا والأردن بين 5 حزيران/يونيو 1967 والعاشر من الشهر نفسه، وأدت إلى احتلال إسرائيل لسيناء وقطاع غزة والضفة الغربية والجولان وتعتبر ثالث حرب ضمن الصراع العربي الإسرائيلي؛ وقد أدت الحرب إلى مقتل 15,000 – 25,000 شخص في الدول العربية مقابل 800 في إسرائيل، وتدمير 70 – 80% من العتاد الحربي في الدول العربية مقابل 2 – 5% في إسرائيل، إلى جانب تفاوت مشابه في عدد الجرحى والأسرى؛ كما كان من نتائجها صدور قرار مجلس الأمن رقم 242 وانعقاد قمة اللاءات الثلاثة العربيّة في الخرطوم وتهجير معظم سكان مدن قناة السويس وكذلك تهجير معظم مدنيي محافظة القنيطرة في سوريا، وتهجير عشرات الآلاف من الفلسطينيين من الضفة بما فيها محو قرى بأكملها، وفتح باب الاستيطان في القدس الشرقية والضفة الغربية. |
| 1 سبتمبر                                               | انعقاد قمة اللاءات الثلاثة العربيّة في الخرطوم بحضور ثماني دول عربية: 1. لا سلام مع إسرائيل. 2. لا اعتراف بإسرائيل. 3. لا مفاوضات مع اسرائيل. |
| 22 نوفمبر                                              | قرار مجلس الأمن رقم 242 يتبنى معادلة "الأرض مقابل السلام"، والتي كانت نقطة البداية لمزيد من المفاوضات. |
| بين عامي 1968 و1970، شنت مصر حرب الاستنزاف ضد إسرائيل. | |
| 21 مارس                                                | معركة الكرامة: اشتباك مسلح لمدة 15 ساعة بين جيش الاحتلال الإسرائيلي والقوات المسلحة الأردنية، ومنظمة التحرير الفلسطينية في بلدة الكرامة الأردنية في 21 مارس 1968 أثناء حرب الاستنزاف، حين حاولت قوات الكيان الصهيوني احتلال نهر الأردن لأسباب يعتبرها إستراتيجية. |
| 27 – 28 ديسمبر                                         | شن الجيش الإسرائيلي هجوما على مطار بيروت ودمر 13 طائرة قيمتها 43.8 مليون دولار. |
| 1969                                                   | |
| 2 فبراير                                               | تعيين ياسر عرفات رئيس حركة فتح رئيسًا لمنظمة التحرير الفلسطينية خلفا لأحمد الشقيري بعد أن أصبحت فتح القوة المهيمنة في منظمة التحرير الفلسطينية. |
| 21 أغسطس                                               | أضرم مايكل روهان، وهو مسيحي أسترالي يعمل في كيبوتس إسرائيلي، النار في المسجد الأقصى في القدس، مما تسبب في أضرار جسيمة ودمر منبر من القرن الثاني عشر. |
| 22 – 25 سبتمبر                                         | عقد العاهل السعودي الملك فيصل مؤتمرا في الرباط، المغرب، لمناقشة هجوم الحرق العمد على المسجد الأقصى. وحضر زعماء 25 دولة إسلامية، ودعا المؤتمر إسرائيل للتخلي عن الأراضي التي احتلتها عام 1967. كما أنشأ المؤتمر منظمة التعاون الإسلامي وتعهد بدعم الفلسطينيين. |
| 1970                                                   | |
| 8 مايو                                                 | تفجير حافلة أفيفيم المدرسية: هاجم مسلحون فلسطينيون من لبنان حافلة مدرسية إسرائيلية، مما أسفر عن مقتل 12 (معظمهم من الأطفال) وإصابة 19 آخرين. |
| سبتمبر                                                 | طرد منظمة التحرير الفلسطينية من الأردن، وانتقالها إلى جنوب لبنان. |
| 1971                                                   | |
| 2 يناير                                                | مقتل أطفال أرويو ‏. ألقى فتى فلسطيني قنبلة يدوية على السيارة المتحركة لعائلة أرويو. قُتل الطفلان، البالغان من العمر 4 و7 سنوات، وأصيب الوالدان. |
| 1972                                                   | |
| 8 مايو                                                 | اختطاف طائرة من طراز سابينا كانت متجهة من فيينا إلى تل أبيب من قبل أربعة أعضاء من منظمة أيلول الأسود واحتاجزها في مطار اللد. وطالب الخاطفون بالإفراج عن 100 أسير فلسطيني. دخل مظليون إسرائيليون متنكرين في زي ميكانيكي الطائرة وقتلوا اثنين من الخاطفين وأطلقوا سراح 90 راكبا. |
| 30 مايو                                                | عملية مطار اللد: هجوم نفذه مقاتلون من الجيش الأحمر الياباني بالتعاون مع الجبهة الشعبية لتحرير فلسطين في مطار اللد الإسرائيلي (مطار بن غوريون الدولي حاليًا) اقتحم مقاتلو الجيش الأحمر الياباني مطار اللد وألقوا خمس قنابل يدوية وأطلقوا النار على ثلاث طائرات إسرائيلية مما أدى إلى مقتل 40 إسرائيلياً وجرح 90 وبعد ذلك خرج المقاتلون من المطار، ثم اشتبكوا بالقرب من سجن الرملة مع دورية شرطة إسرائيلية حيث أسفر الاشتباك عن أصابة 5 من أفراد الدورية الإسرائيلية، أما المهاجمون فقتل منهم اثنان هما تسويوشي أوكاديرا وياسويوكي ياسودا، وأسر كوزو أوكاموتو. |
| 9 يوليو                                                | مقتل غسان كنفاني: الكاتب والمتحدث باسم الجبهة الشعبية لتحرير فلسطين وابنة أخته البالغة من العمر 17 عاما في انفجار سيارة إسرائيلية مفخخة في بيروت. |
| 11 يوليو                                               | مقتل 11 شخصاً بقنبلة يدوية ألقيت داخل محطة للحافلات في تل أبيب، زُعم أنها انتقاماً لمقتل كنفاني. |
| 19 يوليو                                               | إصابة أنيس صايغ، مدير مركز الأبحاث وشؤون فلسطينية، بانفجار رسالة مفخخة إسرائيلية |
| 25 يوليو                                               | بسام أبو شريف، كبير مساعدي جورج حبش، أصيب بجروح بالغة وخسر أربعة أصابع وفقد عينه وجزء كبير من سمعه جراء رسالة مفخخة إسرائيلية سلمت إلى مكاتب الجبهة الشعبية لتحرير فلسطين في بيروت. |
| 5 أغسطس                                                | علي حسن سلامة، قائد في سبتمبر الأسود، قاد هجوما على منشأة لتخزين النفط المملوكة لأمريكا في ترييستي في إيطاليا. |
| 6 سبتمبر                                               | عملية ميونخ: عملية احتجاز رهائن إسرائيليين حدثت أثناء دورة الأولمبياد الصيفية المقامة في ميونخ في ألمانيا من 5 إلى 6 سبتمبر سنة 1972 نفذتها منظمة أيلول الأسود وكان مطلبهم الإفراج عن 236 معتقلاً في السجون الإسرائيلية معظمهم من العرب بالإضافة إلى كوزو أوكاموتو من الجيش الأحمر الياباني. انتهت العملية بمقتل 11 رياضياً إسرائيلياً و5 من منفذي العملية الفلسطينيين وشرطي وطيار مروحية ألمانيين. |
| 11 سبتمبر                                              | زادوك أوفير، موظف في الموساد في السفارة الإسرائيلية في بروكسل، أطلق عليه فلسطيني النار وأصابه بجروح بالغة. |
| 19 سبتمبر                                              | عامي ششوري، الملحق الزراعي بالسفارة الإسرائيلية في لندن، قُتل في انفجار رسالة عربية مفخخة. |
| 17 أكتوبر                                              | قتل وائل زعيتر ممثل فتح في روما برصاص عملاء إسرائيليين. |
| 8 ديسمبر                                               | محمود الهمشري، ممثل منظمة التحرير الفلسطينية في باريس، أصيب بجروح بالغة جراء انفجار قنبلة إسرائيلية. مات بعد شهر. |
| 28 ديسمبر                                              | دخل مسلحو سبتمبر الأسود السفارة الإسرائيلية في بانكوك واحتجزوا ستة رهائن إسرائيليين. وطالبوا بالإفراج عن 36 فلسطينيا. تم الافراج عن الرهائن سالمين. |
| 1973                                                   | |
| 24 يناير                                               | قُتل حسين أبو الخير ممثل فتح في قبرص بانفجار قنبلة إسرائيلية في نيقوسيا. |
| 26 يناير                                               | قتل باروخ كوهين، مدير عمليات الموساد ضد الفلسطينيين في أوروبا، في مدريد على يد مسلح من فتح. |
| 22 فبراير                                              | أسقطت طائرات سلاح الجو الإسرائيلي رحلة الخطوط الجوية العربية الليبية 114 فوق سيناء، مما أسفر عن مقتل 104 راكبًا والطاقم. |
| 6 مارس                                                 | هاجم مسلحون من سبتمبر الأسود السفارة السعودية في الخرطوم مطالبين بالإفراج عن أبو داود المحتجز في الأردن. قتلوا السفير الأمريكي كليو نويل والقائم بالأعمال الأمريكي المتقاعد جورج مور والدبلوماسي البلجيكي غاي عيد [الإنجليزية]. |
| 12 مارس                                                | قتل سمحا جيلزر [الإنجليزية]، عميل الموساد، برصاص مسلحين فلسطينيين في نيقوسيا. |
| 6 أبريل                                                | باسل الكبيسي، مسؤول في الجبهة الشعبية لتحرير فلسطين، قتله عملاء إسرائيليون في باريس. |
| 9 أبريل                                                | عملية فردان أو عملية ينبوع الشباب: عملية عسكرية نفذتها قوات إسرائيلية ليلة 10 أبريل 1973 ضد أهداف وشخصيات فلسطينية في مدينة بيروت. تمكنت إسرائيل من اغتيال ثلاثة قادة فلسطينيين من حركة فتح هم: كمال عدوان، كمال ناصر وأبو يوسف النجار، كما قامت بتفجير مقر الجبهة الديمقراطية لتحرير فلسطين. قُتِل اثنان من الجنود الإسرائيليين. ونتج عن العملية استقالة رئيس الحكومة اللبنانية صائب سلام، وتدهور علاقات منظمة التحرير الفلسطينية بالنظام اللبناني. |
| 27 أبريل                                               | مقتل موظف إسرائيلي في شركة إل عال في روما على يد مسلح فلسطيني. |
| 27 يونيو                                               | مقتل محمد بودية، وهو عضو جزائري في الجبهة الشعبية لتحرير فلسطين، في باريس بانفجار قنبلة إسرائيلية. |
| 2 يوليو                                                | يوسف ألون، الملحق العسكري الإسرائيلي، قُتل بالرصاص خارج منزله في واشنطن العاصمة |
| 21 يوليو                                               | مسلحو الموساد ظنوا خطأ نادل مغربي في ليلهامر بالنرويج مرتكب مذبحة ميونيخ وأردوه قتيلا. تم أسر ستة إسرائيليين ومحاكمتهم. |
| اكتوبر                                                 | حرب أكتوبر أو حرب العاشر من رمضان كما تعرف في مصر أو حرب تشرين التحريرية كما تعرف في سوريا أو حرب يوم الغفران (بالعبرية: מלחמת יום כיפור، ميلخمت يوم كيبور) كما تعرف في إسرائيل، هي حرب شنتها كل من مصر وسوريا في وقتٍ واحدٍ على إسرائيل عام 1973 وهي خامس الحروب العربية الإسرائيلية بعد حرب 1948 (حرب فلسطين)وحرب 1956 (حرب السويس)وحرب 1967 (حرب الستة أيام) وحرب الاستنزاف (1967-1970)، وكانت إسرائيل في الحرب الثالثة قد احتلت شبه جزيرة سيناء من مصر وهضبة الجولان من سوريا، بالإضافة إلى الضفة الغربية التي كانت تحت الحكم الأردني وقطاع غزة الخاضع آنذاك لحكم عسكري مصري. بدأت الحرب يوم السبت 6 أكتوبر/ تشرين الأول 1973 م الموافق 10 رمضان 1393 هـ بتنسيق هجومين مفاجئين ومتزامنين على القوات الإسرائيلية؛ أحدهما للجيش المصري على جبهة سيناء المحتلة وآخر للجيش السوري على جبهة هضبة الجولان المحتلة. وقد ساهمت في الحرب بعض الدول العربية سواء بالدعم العسكري أو الاقتصادي. |
| 19 أكتوبر                                              | في خطاب ألقاه أمام الكونجرس الأمريكي، طلب الرئيس الأمريكي ريتشارد نيكسون الإذن بتسليم كميات كبيرة من الأسلحة إلى إسرائيل. رداً على ذلك، أعلن الملك فيصل أن المملكة العربية السعودية ستوقف جميع شحنات النفط إلى الولايات المتحدة. |

## 1974-الثمانينات: المقاومة الفلسطينية في جنوب لبنان
| يوم الشهر    | حدث (أحداث) |
| ------------ | --- |
| 1974         | |
| 11 أبريل     | عملية الخالصة: عملية فدائية نفذتها الجبهة الشعبية لتحرير فلسطين - القيادة العامة في فلسطين في 4 تشرين الثاني 1974. اقتحمت فيها مجموعة من مقاتلي الجبهة الشعبية لتحرير فلسطين – القيادة العامة مستعمرة كريات شمونة شمالي فلسطين والتي تقع بالقرب من قرية الخالصة الفلسطينية في سهل الحولة التابعة لقضاء صفد، وسيطرت على مدرسة وبناية تتكون من 15 شقة واحتجزت عدداً من الرهائن الإسرائيليين بعد معركة مع قوة إسرائيلية. كانت النتيجة وفاة ثلاثة من المنفذين و18 إسرائيلي، بينهم 8 أطفال |
| 15 مايو      | مجزرة معالوت.هو هجوم قام به مسلحون فلسطينيون ينتمون إلى الجبهة الديمقراطية لتحرير فلسطين يوم 15 مايو 1974في معالوت شمال فلسطين المحتلة (إسرائيل). احتجز المسلحون 22 تلميذا عسكريا إسرائيليا في مدرسة عليا كرهائن وقتلوا بعد ذلك، قتل المسلحون كذلك عدة أشخاص آخرين وهم قادمون من صفد. قُتل ثلاثة من المنفذين و31 إسرائيليا وأصيب 70 شخص بجروح. |
| 14 أكتوبر    | اعترفت الجمعية العامة للأمم المتحدة بمنظمة التحرير الفلسطينية ممثلًا للشعب الفلسطيني ومنحت حق المشاركة في المداولات حول فلسطين. |
| 26-29 أكتوبر | اعترفت جامعة الدول العربية بمنظمة التحرير الفلسطينية ممثلًا شرعيًا ووحيدًا للفلسطينيين خلال القمة العربية الثامنة المنعقدة بالرباط. |
| 13 نوفمبر    | ياسر عرفات يلقي كلمة أمام الجمعية العامة للأمم المتحدة. |
| 22 نوفمبر    | الجمعية العامة للأمم المتحدة تتبنى القرار 3236، الذي يعترف بحق الفلسطينيين في تقرير المصير، وتطلب إلى الأمين العام أن يقيم اتصالات مع منظمة التحرير الفلسطينية في كل الشؤون المتعلقة بقضية فلسطين، ويضيف "قضية فلسطين" إلى جدول أعمال الأمم المتحدة، علاوة على تعزيز وضع منظمة التحرير الفلسطينية غير المراقب في جمعيات الأمم المتحدة، مما يسمح لهم بالمشاركة في جميع جلسات الجمعية. |
| 1975         | |
| 4 مارس       | عملية سافوي: عملية قامت بها مجموعتان فدائيتان تابعتان لحركة فتح ضد القوات الإسرائيلية في تل أبيب، انتقاما لقتلى الفردان الذين قتلتهم قوات كوماندوز إسرائيلية في بيروت. اختلفت تقارير حول الحصيلة، مقتل وجرح نحو خمسين إلى مائة ما بين عسكري ومدني. مقتل ثمانية مدنيين وثلاثة جنود إسرائيليين. |
| 4 يوليو      | قنبلة ثلاجة: انفجرت ثلاجة معبأة بخمسة كيلوجرامات من المتفجرات من الجانبين في ساحة صهيون، ساحة رئيسية المؤدية إلى شارع بن يهودا وطريق يافا، بمدينة القدس أدت لمقتل خمسة عشر شخصًا وإصابة 77 بجروح في الهجوم |
| 10 نوفمبر    | قرار الجمعية العامة للأمم المتحدة رقم 3379، الذي تم تبنيه بأغلبية 72 صوتًا مقابل 35 وامتناع 32 عن التصويت، "يحدد أن الصهيونية شكل من أشكال العنصرية والتمييز العنصري". أُلغي القرار بموجب القرار 46/86 في 16 ديسمبر 1991. |
| 13 نوفمبر    | انفجار عبوة ناسفة بالقرب من مقهى في شارع يافا، مما أدى لمقتل 7 إسرائيليين وإصابة 45 بجروح. |
| 1976         | |
| 3 مايو       | انفجار دراجة نارية مفخخة في زاوية شارعي بن يهودا وبن هليل. جرح 33 مدنيا ومن بين المصابين القنصل اليوناني في القدس وزوجته. شارع بن يهودا بالقدس. |
| 4 يوليو      | عملية عنتيبي: عملية تحرير رهائن من مجموعة من فلسطينيين من الجبهة الشعبية لتحرير فلسطين وألمانيين من الخلايا الثورية، حيث خطفت طائرة تابعة للخطوط الجوية الفرنسية في باريس يوم 27 يونيو 1976 مع 248 راكبا إلى عنتيبي قرب كمبالا عاصمة أوغندا. قُتل في الاشتباك الخاطفون، فايز الجابر، جايل العرجا، خالد خلايلي، علي ميعاري، أبو الدرداء العراقي، وقُتل من القوة الإسرائيلية ضابط هو الكولونيل يونتان نتنياهو الشقيق الأكبر لبنيامين نتنياهو.وأصيب خمسة، وقُتل من الرهائن 3 في الاشتباك ورابع على يد ضباط الجيش الأوغندي في مستشفى قريب كان قد نقل اليه قبل العملية، وقُتل 45 من الجيش الأوغني ودمر كذلك الإسرائيليون كذلك على الأرض 11 طائرة مقاتلة طراز ميج 17 سوفيتية الصنع تابعة للقوات الجوية الأوغندية. |
| 1977         | |
| 3 يناير      | محمود ولد صالح (38 عاما)، ممثل منظمة التحرير الفلسطينية في باريس ومدير مكتبة عربية، قُتل على يد عملاء إسرائيليين، بعدة رصاصات من مسدس في شارع سان فيكتور بباريس. |
| 1978         | |
| 4 يناير      | مقتل سعيد حمامي، ممثل منظمة التحرير الفلسطينية في مكتبه في لندن، برصاصات أطلقها عليه شاب قيل إنه عربي الملامح. إلا أنه لم يُقبض عليه. أشارت أصابع الإتهام حينئذ لإسرائيل على اعتبار أنها المستفيد الأكبر من موته. بينما انصبت إتهامات أخرى على منظمة أبو نضال. |
| 11 مارس      | عملية كمال عدوان: أو عملية الساحل والتي تعرف إسرائيليا باسم مجزرة الطريق الساحلي، هي عملية اختطاف قام بها فدائيون من حركة فتح باسم فرقة دير ياسين استهدفت مدنيين إسرائيليين في ساحل مدينة حيفا حيث قام فدائيو فتح باعتراض حافلة مليئة بالركاب متجهة إلى تل أبيب، فتحرك الجيش الإسرائيلي وأوقف الحافلة المختطفة وجرت اشتباكات أدت إلى مقتل 37 مدنيا إسرائيليا وتسعة فلسطينيين وإصابة آخرين. وتقول مصادر إسرائيلية أن من قام بالتخطيط للعملية هو أبو نضال. وتذكر المصادر الفلسطينية أن قائد العملية هي الشابة دلال المغربي. إثر هذه الأحداث مباشرة شن الجيش الإسرائيلي الحرب على جنوب لبنان. قُتل في العملية مصور أمريكي |
| 14 مارس      | عملية الليطاني: شنت إسرائيل، بالتحالف مع جيش لبنان الجنوبي ذي الأغلبية المسيحية، غزوًا محدود النطاق للبنان وحاولت إبعاد الجماعات الفلسطينية المسلحة عن حدود إسرائيل. أسفر الهجوم الذي استمر سبعة أيام عن أسفرت الحملة عن مقتل ما بين 1100 إلى 2000 من المقاتلين الفلسطينيين (300 مقاتل)، والمواطنين اللبنانيين، وإلى تهجير 100,000 إلى 250,000 مواطن لبناني من بيوتهم وقُراهم. |
| 15 يونيو     | اغتيال علي ناصر ياسين ممثل منظمة التحرير الفلسطينية في الكويت، نُسب قتله إلى مجموعة تتبع صبري البنا «أبو نضال». |
| 5 أغسطس      | اغتيال عز الدين القلق ممثل منظمة التحرير الفلسطينية في باريس بفرنسا مع مساعده. |
| 17 سبتمبر    | اتفاقية كامب ديفيد: وقع عليها كل من رئيس الوزراء الإسرائيلي مناحيم بيغن والرئيس المصري أنور السادات، والتي وافقت فيها إسرائيل على الانسحاب من شبه جزيرة سيناء مقابل السلام وإطار المفاوضات المستقبلية حول الضفة الغربية وقطاع غزة. |
| 1979         | |
| 22 يناير     | مقتل علي حسن سلامة قائد القوة 17 الأمنية التابعة لياسر عرفات في انفجار سيارة مفخخة إسرائيلية في بيروت. |
| 14 مارس      | مقتل إسرائيلي واصيب 13 شخصا بانفجار عبوة ناسفة في سلة مهملات في ساحة صهيون بالقدس. |
| 26 مارس      | توقيع معاهدة السلام المصرية الإسرائيلية في واشنطن العاصمة بالولايات المتحدة. أصبحت مصر أول دولة عربية تعترف بإسرائيل رسميًا. |
| 22 أبريل     | اتهمت إسرائيل سمير قنطار، ناشط في جبهة التحرير الفلسطينية، بقتل أربعة إسرائيليين في نهاريا، بينهم فتاتان في الرابعة والثانية من العمر. |
| 1980         | |
| 17 يناير     | اغتيال يوسف مبارك صاحب المكتبة العربية في باريس بفرنسا. |
| 7 أبريل      | عملية مسغاف عام: نفذتها فرقة من خمسة فدائيين فلسطينيين ينتمون إلى منظمة جبهة التحرير العربية المدعومة من العراق، في كيبوتس من مسغاف عام شمال إسرائيل حيث أسر الفدائيون مجموعة من الأطفال الصغار والرضع في أماكن نوم الأطفال في الكيبوتس واحتجزوهم كرهائن. انتهى الحدث في اليوم التالي باستيلاء القوات الخاصة الإسرائيلية على معقل الفدائيين، قُتل ثلاثة إسرائيليين: طفل يبلغ من العمر عامين، وشخص يبلغ من العمر 38 عامًا، وجندي إسرائيلي، كما أصيب أربعة أطفال آخرين، وأحد أعضاء الكيبوتس، و11 جنديًا إسرائيليًا خلال الهجوم. |
| 27 يوليو     | قتل الملحق التجاري الإسرائيلي في بروكسل. |
| 28 يوليو     | الهجوم على مخيم أنتويرب الصيفي 1980: قام به سعيد النصر وهو فلسطيني من سوريا بالقنابل اليدوية لمهاجمة مجموعة من 40 طفلا يهوديا ينتظرون مع أسرهم الحافلة لنقلهم إلى المخيم الصيفي. لقى طفل مصرعه وأصيب 20 آخرون في الهجوم. اعتقل المهاجم.، نفت منظمة التحرير الفلسطينية أي تورط في هجوم أنتويرب. |
| 5 أكتوبر     | أدى انفجار طرد مفخخ في مكتب بريد في جفعتايم بتل أبيب إلى مقتل ثلاثة أشخاص وإصابة سبعة آخرين وإحداث أضرار مادية. قال المسؤولون إن الجبهة الشعبية لتحرير فلسطين - القيادة العامة هي من نفذت الهجوم. |
| 1981         | |
| 1 يونيو      | مقتل نعيم خضر، ممثل منظمة التحرير الفلسطينية في بروكسل، قُتل بالرصاص في الشارع أمام منزله في إيكسيليس، لم يُحدد التحقيق القضائي قط رعاة الهجوم. ووجهت اتهامات للمخابرات الإسرائيلية وجماعات فلسطينية متطرفة (منظمة أبو نضال). |
| 17 يوليو     | قصفت إسرائيل مقر منظمة التحرير الفلسطينية في منطقة مدنية في بيروت، مما أسفر عن مقتل أكثر من 300 مدني. حتى وقف إطلاق النار في 24 يوليو، توفي 450 فلسطينيًا ولبنانيًا و6 إسرائيليين. |
| 24 يوليو     | توسط الوسيط الأمريكي فيليب حبيب في وقف إطلاق النار بين إسرائيل ومنظمة التحرير الفلسطينية، مما أوقف الحرب الأهلية اللبنانية مؤقتًا. |
| 1 أغسطس      | تعرّض محمد داود عودة، عضو المجلس الوطني الفلسطيني وعضو المجلس الثوري لحركة فتح، الذي أشرف على عملية ميونخ عام 1972، لمحاولة اغتيال باطلاق نار خمس مرات (أو سبعة) من مسافة قريبة أثناء جلوسه في مقهى فندق فيكتوريا في وارسو. |
| 1 أغسطس      | أدت سلسلة من التفجيرات إلى إلحاق أضرار بالعديد من البنوك والشركات الفرنسية ومكتب الخطوط الجوية الفرنسية والسفارة السعودية في بيروت ولكن لم يصب أحد بجراح خطيرة. |
| 29 أغسطس     | هاجم إرهابيو أبو نضال في فيينا، الهجوم على كنيس في فيينا. هاجم ثلاثة رجال الكنيس الرئيسي في فيينا العاصمة النمساوية. بالمدافع الرشاشة. قتل مدنيان وجرح 23 آخرون بينهم 3 من رجال الشرطة. اعتقل المهاجمون وسجنوا. |
| 9 أكتوبر     | قُتل ماجد أبو شرار، خلال فعاليات مؤتمر التضامن مع الشعب الفلسطيني والذي حضره روجيه غارودي وفانيسا رديغريف والمطران هيلاريون كابوتشي، إثر انفجارٍ في غرفته في فندق فلورا بسبب قنابل زرعها عملاء الموساد. دُفن ماجد في مقابر الشهداء في بيروت. رثاه الشاعر محمود درويش في ديوان «في حضرة الغياب»، |
| 20 أكتوبر    | انفجرت شاحنة مفخخة في أنتويرب ببلجيكا خارج كنيس يهودي برتغالي. أعلنت الجماعة الفلسطينية أيلول الأسود مسؤوليتها عن الهجوم. |
| 1982         | |
| 3 يونيو      | محاولة اغتيال شلومو أرجوف السفير الإسرائيلي لدى المملكة المتحدة في لندن. حملت الحكومة الإسرائيلية منظمة التحرير الفلسطينية الهجوم وكانت هذه واحدة من الحوادث التي أدت إلى غزو واسع النطاق للبنان في 6 يونيو. |
| 6 يونيو      | بداية معارك حرب لبنان، عندما قررت الحكومة الإسرائيلية شن عملية عسكرية ضد منظمة التحرير الفلسطينية بعد محاولة اغتيال سفيرها إلى المملكة المتحدة، شلومو أرجوف على يد منظمة أبو نضال، قامت إسرائيل باحتلال جنوب لبنان بعد أن هاجمت منظمة التحرير الفلسطينية والقوات السوريّة والمليشيات المسلحة الإسلامية اللبنانية، وحاصرت منظمة التحرير وبعض وحدات الجيش السوري في بيروت الغربيّة. انسحبت منظمة التحرير من بيروت بعد أن تعرّض ذلك القسم منها إلى قصف عنيف، وكان ذلك بمعاونة المبعوث الخاص، فيليب حبيب، وتحت حماية قوات حفظ السلام الدولية. |
| 16 سبتمبر    | مجزرة صبرا وشاتيلا: مجزرة نفذت في مخيمي صبرا وشاتيلا للاجئين الفلسطينيين واستمرت لمدة ثلاثة أيام على يد مجموعات اللبنانية المتمثلة بحزب الكتائب اللبناني وجيش لبنان الجنوبي والجيش الإسرائيلي. لا يعرف عدد القتلى في المذبحة بوضوح وتتراوح التقديرات بين 750 و3500 قتيل من الرجال والأطفال والنساء والشيوخ المدنيين، أغلبيتهم من الفلسطينيين ولكن من بينهم لبنانيين أيضًا. في ذلك الوقت كان المخيم مطوَّقًا بالكامل من قبل جيش لبنان الجنوبي والجيش الإسرائيلي الذي كان تحت قيادة ارئيل شارون ورفائيل إيتان أما قيادة القوات اللبنانية فكانت تحت إمرة إيلي حبيقة المسؤول الكتائبي المتنفذ. وقامت القوات اللبنانية بالدخول إلى المخيم وبدأت تنفيذ المجزرة التي هزت العالم وكانت قد استخدمت الأسلحة البيضاء وغيرها في عمليات قتل سكان المخيم، وكانت مهمة الجيش الإسرائيلي محاصرة المخيم وإنارته ليلاً بالقنابل المضيئة، ومنع هروب أي شخص وعزل المخيَّمَيْن عن العالم، وبهذا سهّلت إسرائيل المهمة على القوّات اللبنانية، وأتاحت قتل الفلسطينيين دون خسارة رصاصة واحدة. |
| 25 سبتمبر    | طالب 400 ألف متظاهر في إسرائيل باستقالة رئيس الوزراء مناحيم بيغن احتجاجًا على أحداث مجزرة صبرا وشاتيلا. |
| 9 أكتوبر     | هجوم كنيس كبير في روما. وقع هجوم 1982 على كنيس روما الكبير، الذي نفذه مسلحون فلسطينيون عند مدخل كنيس روما الكبير، في 9 أكتوبر 1982 الساعة 11:55. أسفر الهجوم عن مقتل الطفل ستيفانو غاج تاتشي، البالغ من العمر عامين، وإصابة 37 مدنياً. |
| 1 نوفمبر     | تشكيل لجنة كاهان واسمها الرّسمي الكامل: «لجنة التّحقيق في أحداث مخيّمات اللاجئين الفلسطينيّين في بيروت». وهي لجنة تحقيق رسميَّة أقامتها الحكومة الإسرائيليَّة في الأوّل من شهر تشرين الثّاني / نوفمبر عام 1982 من أجل: «تقصّي الحقائق والدّوافع الّتي أدّت إلى الفظائع التي اقترفتها القوات المسيحيّة اللبنانيّة بحقّ السُّكّان المدنيين العُزّل من سُكّان مخيّميّ صبرا وشاتيلا للاجئين الفلسطينيَّين». ترأّسَ اللجنة رئيس المحكمة العليا إسحاق كاهان، وكان من أعضائها المستشار السّابق للحكومة، والقاضي في محكمة العدل العليا أهارون باراك، والجنرال المتقاعد يونا إفرات. |

## الثمانينات
| يوم الشهر   | حدث (أحداث) |
| ----------- | --- |
| 1983        | |
| 7 فبراير    | نشر نتائج تّحقيق لجنة كاهان، والتي خلُصَت إلى أنّها لم تجد أدلَّة وبراهين لأيّ تورُّط مباشر لجيش الاحتلال الإسرائيلي في مذبحة صبرا وشاتيلا، ولكن ليس ثمّة أدنى شكّ في أنّ عددًا من ضُبّاط الجيش الإسرائيلي قد علموا بما ترتكبه ميليشيات الكتائب المسيحية من فظائع في المخيّمين، ولم يُحرّكوا ساكنًا لمنع هذه المذبحة، بل هناك دلائل تُشير إلى تواطؤ بين الجيش الإسرائيلي وبين المليشيات المسيحية التي ارتكبت المجزرة. وتبين أن وزير الدفاع الإسرائيلي، أرييل شارون، مسؤول بشكل غير مباشر عن طريق إهمال وتجاهل خطر إراقة الدماء والانتقام، وطُلب منه الاستقالة من منصبه. كانت استنتاجات اللجنة مثيرة للجدل. |
| 10 أبريل    | مقتل عصام سرطاوي، المقرب من ياسر عرفات، بمسدس كاتم للصوت خلال مشاركته ممثلا لوفد فلسطين "منظمة التحرير الفلسطينية" في المؤتمر السنوي السادس عشر للأممية الاشتراكية في البرتغال. |
| أغسطس       | انسحاب الجيش الإسرائيلي من معظم لبنان في أغسطس 1983، محتفظًا بـ "منطقة أمنية" في الجنوب. |
| 1984        | |
| 2 أبريل     | أصيب 48 شخصا جراء هجوم مدفع رشاش على مركز تجاري مزدحم في القدس بإسرائيل. |
| 12 13 أبريل | مسألة كاف 300: اختطاف حافلة تابعة لشركة إيغد تعمل على خط للحافلات بين المدن رقم 300 والتي كانت في طريقها من تل أبيب إلى عسقلان وعلى متنها 41 راكبًا من طرف أربعة فدائيين فلسطينيين من الجبهة الشعبية لتحرير فلسطين من قطاع غزة بعد وقت قصير من مغادرتها المحطة في الساعة 7:30 مساءً. خلال عملية الاستيلاء هذه، تمكن الجنود من قتل اثنين من الخاطفين، وأسر الخاطفين الآخرين، وإطلاق سراح جميع الرهائن باستثناء راكب واحد - وهي مجندة تبلغ من العمر 19 عامًا تدعى إيريت بورتوجيز، قُتلت بنيران قوات الجيش الإسرائيلي. خلال عملية الاستحواذ. وأصيب سبعة ركاب خلال العملية. في حين زعم الجانب الاسرائيلي مقتل الخاطفين الأربعة أثناء عملية تحرير الركاب. وقد كان بالإمكان إنقاذ المستوطنين الرهائن دون إعدام للخاطفين، حسب تحقيق الشرطة الإسرائيلية السري الخاص. ادعى بسام أبو شريف من الجبهة الشعبية لتحرير فلسطين في دمشق أن منظمته هي المسؤولة عن الهجوم. وقال إن الخاطفين طالبوا بالإفراج عن 30 سجينا محتجزًا في سجن نفحا في إسرائيل. ونفت مصادر إسرائيلية هذه المزاعم متهمة فتح بالمسؤولية. |
| 6 أغسطس     | اختطفت خلية مكونة من عرب 48 الجندي الإسرائيلي موشيه تمام وقُتل لاحقًا. قُبض على مهاجميه و(في عام 1986) حكم عليهم بالسجن المؤبد. |
| 29 نوفمبر   | اختفاء الجندية الإسرائيلية هداس قدمي. عُثر على جثتها بعد أسبوعين. خلصت الشرطة إلى أنها اختطفت من قبل أشخاص خططوا لاستخدامها كورقة مساومة لإطلاق سراح سجناء فلسطينيين في إسرائيل. ونتيجة لاختطافها، صدر توجيه جديد يمنع الجنود من التنقّل ليلاً. لا يُعرف من قتل الجندي هداس كادمي في غابة الكرمل. |
| 1985        | |
| 9 أبريل     | فجرت سناء محيدلي من الحزب السوري القومي الاجتماعي نفسها في سيارة مفخخة في لبنان، مما أسفر عن مقتل جنديين إسرائيليين وإصابة اثنين آخرين، لتصبح بذلك أول انتحارية يُعلن عنها. |
| 21 مايو     | اتفاقية جبريل: صفقة لتبادل الاسرى بين الحكومة الإسرائيلية برئاسة شمعون بيريز والجبهة الشعبية لتحرير فلسطين – القيادة العامة، أطلقت بموجبها إسرائيل سراح 1,150 سجينا أمنيا احتجزوا في السجون الإسرائيلية مقابل إطلاق سراح ثلاثة سجناء إسرائيليين (يوسف غروف، نسيم سالم، هيزي شاي) قُبض عليهم أثناء حرب لبنان الأولى. ومن بين السجناء الذين أطلق سراحهم من قبل إسرائيل هو كوزو أوكاموتو – أحد مرتكبي عملية مطار اللد في مايو 1972، الذي حكم عليه بالسجن مدى الحياة، وأحمد ياسين، زعيم جماعة الإخوان المسلمين في غزة، الذي حكم عليه بالسجن لمدة 13 عاما في عام 1983، والذي أصبح فيما بعد الزعيم الروحي لحماس. وكان السجين الآخر المفرج عنه هو علي جدة الذي قضى 17 عاما في زرع قنبلة بالقرب من مستشفى بالقدس في عام 1968 أدى إلى اصابة تسعة إسرائيليين. |
| 1 أكتوبر    | عملية الساق الخشبية نفذها سلاح الجو الإسرائيلي بعد مقتل ثلاثة مدنيين إسرائيليين على متن يخت قبالة سواحل قبرص على يد القوة 17 التابعة لمنظمة التحرير الفلسطينية، حيث قصف أحد أهم اجتماعات منظمة التحرير الفلسطيني في حمام الشط بتونس وقتل 60 من أعضاء منظمة التحرير الفلسطينية. |
| 7 أكتوبر    | اختطاف أكيلي لاورو: اختطف أربعة رجال من جبهة التحرير الفلسطينية السفينة أشيل لاورو وأعادوا توجيهها إلى سوريا واحتجزوا ركابها وطاقمها رهائن، وطالبوات بالإفراج عن 50 فلسطينيا في السجون الإسرائيلية. قُتل رجل واحد. ليون كلينجوفر، يهودي أمريكي. |
| 27 ديسمبر   | الهجوم على مطاري روما وفيينا 1985: وفي محاولة لاختطاف طائرات العال وتفجيرها فوق تل أبيب، فتح مسلحون النار بالبنادق والقنابل اليدوية على المطارات الدولية في روما وفيينا، مما أدى إلى مقتل 19 مدنيا وأصابة أكثر من مائة آخرين قبل أن يلقى أربعة من المهاجمين مصرعهم على يد رجال أمن العال والشرطة المحلية الذين اعتقلوا الثلاثة الآخرين. |
| 1986        | |
| 5 سبتمبر    | اختطف رجال فلسطينيين مسلحين من منظمة أبو نضال بان أمريكان الرحلة 73 من طراز بوينج 747-121، التي كانت في طريقها بين مومباي وكراتشي وفرانكفورت ونيويورك، أثناء وجودها على الأرض في مطار كراتشي بباكستان. كان على متن الطائرة 360 راكبا. قتل 19 راكبا و2 من افراد الطاقم خلال عملية الاختطاف، من بينهم 12 هنديا. يقضي خاطف واحد عقوبة بالسجن في الولايات المتحدة، بينما فر 3 خاطفين وداعم واحد من السجن في باكستان في يناير 2008 وما زالوا مفقودين. |
| 6 سبتمبر    | فتح مسلحون النار أثناء خدمة السبت في كنيس نيفي شالوم،في إسطنبول بتركيا، مما أسفر عن مقتل 22 شخصا. يُعزى هذا الهجوم إلى الناشط الفلسطيني أبو نضال. |

## 1987-1991: الانتفاضة الفلسطينية الأولى
الانتفاضة الفلسطينية الأولى كانت شكل من أشكال الاحتجاج العفوي الشعبي الفلسطيني على الوضع العام المزري بالمخيمات وعلى انتشار البطالة وإهانة الشعور القومي والقمع اليومي الذي تمارسه سلطات الاحتلال الإسرائيلي ضد الفلسطينيين. استمرت، فيما بعد، القيادة الوطنية الموحدة الفلسطينية ومنظمة التحرير الفلسطينية في تنظيم الانتفاضة. بدأت الانتفاضة يوم 8 ديسمبر/كانون الأول 1987، وكان ذلك في جباليا، في قطاع غزة. ثمّ انتقلت إلى كل مدن وقرى ومخيّمات فلسطين. يعود سبب الشرارة الأولى للانتفاضة لقيام سائق شاحنة إسرائيلي بدهس مجموعة من العمّال الفلسطينيّين على حاجز «إريز»، الذي يفصل قطاع غزة عن بقية الأراضي الفلسطينية منذ سنة 1948. هدأت الانتفاضة في العام 1991، وتوقفت نهائياً مع توقيع اتفاقية أوسلو بين إسرائيل ومنظمة التحرير الفلسطينية عام 1993.
سمّيت انتفاضة الحجارة لأن الحجارة كانت أداة الهجوم والدفاع التي استخدمها المقاومون ضد عناصر الجيش الإسرائيلي، كما عُرف الصغار من رماة الحجارة بأطفال الحجارة.
يُقدّر أن 1,300 فلسطيني قُتلوا أثناء أحداث الانتفاضة الأولى على يد الجيش الإسرائيلي، كما قُتل 160 إسرائيليّا على يد الفلسطينيين. بالإضافة لذلك يُقدّر مقتل 1,000 فلسطيني يُزعم أنهم متعاونين مع السلطات الإسرائيلية على يد فلسطينيين، على الرغم من أن ذلك ثبت على أقل من نصفهم فقط.
| يوم الشهر | حدث (أحداث) |
| --- | --- |
| 1987 | |
| 22 يوليو | أصيب رسام الكاريكاتير ناجي العلي برصاصة في رأسه أثناء سيره في أحد شوارع لندن. وتوفي متأثرا بجراحه بتاريخ 21 أغسطس1987. وكُشف لاحقًا أن عملاء الموساد مُتورطون في العملية. |
| 25 نوفمبر | مقتل ستة جنود إسرائيليين على يد متسللين حلّقوا فوق الحدود اللبنانية على طائرات شراعية معلقة |
| 8 ديسمبر | دهست شاحنة إسرائيلية يقودها إسرائيلي من أشدود سيارة يركبها عمال فلسطينيون من جباليا-البلد متوقفة في محطة وقود، مما أودى بحياة أربعة أشخاص وجرح آخرين. وقد اكتفت الإذاعة بإعلان الخبر دون أن تركز عليه لأنه كان عبارة عن حادث يشبه العديد من الحوادث المماثلة. وقد أُشيع آنذاك أن هذا الحادث كان عملية انتقام من قبل والد أحد الإسرائيليين الذي تم طعنه قبل يومين حتى الموت بينما كان يتسوق في غزة، فاعتبر الفلسطينيون أن الحادث هو عملية قتل متعمد. في اليوم التالي وخلال جنازة الضحايا اندلع احتجاج عفوي قامت الحشود خلاله بإلقاء الحجارة على موقع للجيش الإسرائيلي بجباليا-البلد فقام الجنود بإطلاق النار دون أن يؤثر ذلك على الحشود. وأمام ما تعرض له من وابل الحجارة وكوكتيل المولوتوف طلب الجيش الإسرائيلي الدعم. وهو ما شكل أول شرارة للانتفاضة. |
| خلال عام 1988، قُتل 289 فلسطينيًا في الضفة الغربية وغزة على أيدي قوات الأمن الإسرائيلية، وقُتل 15 آخرون على أيدي مدنيين إسرائيليين. وفي الفترة نفسها قتل فلسطينيون ستة مدنيين إسرائيليين وأربعة من أفراد القوات المسلحة الإسرائيلية. | |
| 14 فبراير | اغتالت إسرائيل في قبرص ثلاثة من مساعدي خليل الوزير وهم: حمدي سلطان، ومروان الكيالي ومحمد حسن. |
| 6 – 7 مارس | انطلقت مجموعة فدائية فلسطينية مكونة من عبد الله كلاب، ومحمد الحنفي ومحمد عيسى لتنفيذ تفجير في مفاعل ديمونا. تزعم إسرائيل أن الوزير قام بتدريبهم عسكريًا وتخطيط العملية. استولى المنفذون على حافلة بداخلها علماء فنيين وعاملين في مفاعل ديمونا النووي الإسرائيلي قدر عددهم بـ 50 شخصًا، نتج عن العملية مقتل ثلاثة منهم بالإضافة إلى المنفذين. بعدها بأيام صادق رئيس الوزراء الإسرائيلي إسحاق شامير على اغتيال الوزير. |
| 16 أبريل | اغتيال أبو جهاد (خليل الوزير)، رئيس العمليات العسكرية لمنظمة التحرير الفلسطينية، في منزله في تونس على يد فرقة اغتيال إسرائيلية محمولة بحراً. |
| 1 أغسطس | تخلى العاهل الأردني الملك حسين لمنظمة التحرير الفلسطينية عن مطالبته بالضفة الغربية. |
| 15 نوفمبر | إعلان الاستقلال الفلسطيني: أعلن المجلس الوطني الفلسطيني المنعقد في الجزائر العاصمة قيام دولة فلسطين المستقلة بأغلبية 253 صوتا مقابل 46 صوتا. |
| 15 ديسمبر | الجمعية العامة للأمم المتحدة توافق على القرار 43/177، الذي يعترف بإعلان الاستقلال الفلسطيني ويجعل تسمية "فلسطين" بدلاً من "منظمة التحرير الفلسطينية" في نظام الأمم المتحدة. |
| خلال عام 1989، قُتل 285 فلسطينيًا على أيدي قوات الأمن الإسرائيلية، وقتل 17 آخرون على أيدي مدنيين إسرائيليين. وفي نفس الفترة قتل 19 مدنيا إسرائيليا وستة من أفراد القوات المسلحة الإسرائيلية برصاص فلسطينيين.                        | |
| 16 يوليو | تفجير حافلة إيجد 405: أول هجوم انتحاري فلسطيني داخل حدود إسرائيل. نفّذَ الهجوم الشاب عبد الهادي غانم وهو أحد أعضاء حركة الجهاد الإسلامي الفلسطينية. حصل الهجوم على الحافلة رقم 405 التابعة لشركة إيجد وذلك في الطريق السريع الأول من تل أبيب إلى القدس. كان الهجوم فريدًا من نوعه ولم يستدعِ العمل الكثير حيث قام غانم بالقفز اتجاه عجلة قيادة الحافلة ثم وجّهها قبالة منحدر حاد في منطقة إفجيج. قُتل خلال هذا الهجوم 16 راكبًا بما في ذلك اثنين كنديان وأمريكي واحد فيما أُصيب 27 آخرين بجروح متفاوتة الخطورة. نجَا المهاجم من الحادث لكنهعند معالجته اعتقلته سلطات الاحتلال وأُدين غانم وحُكم عليه بالسجن مدى الحياة بتهمة القتل والاختطاف والإرهاب. بحلول 18 تشرين الأول/أكتوبر 2011؛ حُرر غانم كجزء من صفقة لتبادل الأسرى بين «إسرائيل» وحركة المقاومة حماس.  |
| خلال عام 1990، قتلت قوات الأمن الإسرائيلية 125 فلسطينيًا، وقتل تسعة آخرون على أيدي مدنيين إسرائيليين. وفي نفس الفترة قتل فلسطينيون أربعة مدنيين إسرائيليين وثلاثة من أفراد القوات المسلحة الإسرائيلية.                             | |
| خلال عام 1991، قُتلت 91 فلسطينيًا على أيدي قوات الأمن الإسرائيلية، وقتل ستة آخرون على أيدي مدنيين إسرائيليين. وفي الفترة نفسها، قُتل سبعة مدنيين إسرائيليين وأحد أفراد القوات المسلحة الإسرائيلية برصاص فلسطينيين.                   | |
| 14 يناير | قُتل أبو إياد، الرجل الثاني في قيادة فتح والمعارض لدعم ياسر عرفات لصدام حسين، في تونس على يد على يد حارس فلسطيني، حمزة أبو زيد. أطلق زيد النار على رأس خلف مع أبو الهول ومناضل آخر في منظمة التحرير الفلسطينية. |
| حرب الخليج | عندما قاتل التحالف بقيادة الولايات المتحدة لإخراج صدام حسين من الكويت، حاول صدام جر إسرائيل إلى الحرب وأطلق 39 صاروخ سكود على إسرائيل. |

## 1991 إلى الوقت الحاضر: عملية السلام
| يوم الشهر | حدث (أحداث) |
| --- | --- |
| 1991 | |
| 30 أكتوبر | مؤتمر مدريد: محاولة المجتمع الدولي لإحياء عملية السلام الإسرائيلية الفلسطينية من خلال المفاوضات، التي تشمل إسرائيل و‌الفلسطينيين وكذلك البلدان العربية، بما فيها الأردن و‌لبنان و‌سوريا. |
| 16 ديسمبر | ألغى قرار الجمعية العامة للأمم المتحدة رقم 4686 القرار رقم 3379 المؤرخ 10 نوفمبر 1975 (بشأن الصهيونية والعنصرية) بأغلبية 111 صوتًا مقابل 25 وامتناع 13 عن التصويت. |
| خلال عام 1992 قتل فلسطينيون 19 مدنيا إسرائيليا و15 من أفراد القوات المسلحة الإسرائيلية. وفي نفس الفترة قتل الجيش الإسرائيلي 136 فلسطينيا. وقُتل اثنان آخران برصاص مدنيين إسرائيليين.                                           | |
| 24 مايو | مقتل هيلينا راب: قُتلت فتاة إسرائيلية تبلغ من العمر 15 عامًا طعناً في طريقها إلى المدرسة على يد فلسطيني. |
| يونيو | انتخاب زعيم حزب العمل إسحاق رابين رئيسًا لوزراء إسرائيل. |
| خلال عام 1993 قتل الجيش الإسرائيلي 165 فلسطينيا. وقتل 15 آخرون على أيدي مدنيين إسرائيليين. وفي الفترة ذاتها قتل 36 مدنيا إسرائيليا و25 من أفراد القوات المسلحة الإسرائيلية برصاص فلسطينيين.                                   | |
| أبريل | تفجير مفرق ميهولا: أول هجوم انتحاري من قبل حماس. أسفر الانفجار عن مقتل أحد المارة الفلسطينيين وإصابة ثمانية جنود إسرائيليين بجروح طفيفة. |
| 20 اغسطس | وقع ياسر عرفات واسحق رابين على إعلان مبادئ الحكم الذاتي المؤقت في أوسلو. ينظر العديد من الناس إلى هذا الحدث على أنه نهاية نهائية للانتفاضة الأولى (على الرغم من أن البعض يجادل بأنها قد انتهت فعليًا بحلول 1991-1992). بحلول عام 1993، أودى قمع الانتفاضة بحياة 1162 فلسطينيًا و160 إسرائيليًا. |
| خلال عام 1994، قتل 110 فلسطينيين على أيدي قوات الأمن الإسرائيلية، وقتل 38 آخرون على أيدي مدنيين إسرائيليين. وفي نفس الفترة قتل فلسطينيون 58 مدنيا إسرائيليا و16 عنصرا من القوات المسلحة الإسرائيلية.                          | |
| 25 فبراير | مذبحة الحرم الإبراهيمي: فتح باروخ غولدشتاين النار على مسلمين فلسطينيين كانوا يؤدون الصلاة في المسجد الإبراهيمي، مما أسفر عن مقتل 29 وإصابة 125. وبعد ذلك تغلب عليه الناجون وضربوه حتى الموت. |
| 13 أبريل | نفذت حماس تفجيرها الانتحاري الثاني، في العفولة بإسرائيل، مما أسفر عن مقتل 5 أشخاص والمفجر الانتحاري. |
| 6 أبريل | تفجير محطة حافلات الخضيرة من قبل حماس أسفر عن مقتل 8 أشخاص. |
| 18 مايو | انسحبت القوات الإسرائيلية من مدينة أريحا وغزة امتثالا لاتفاقات أوسلو. |
| يوليو | ياسر عرفات عاد من المنفى لرئاسة السلطة الوطنية الفلسطينية. |
| 19 أكتوبر | مقتل 22 إسرائيليا في هجوم انتحاري لحركة حماس على حافلة في تل أبيب. كان هذا أول تفجير انتحاري كبير في تل أبيب. |
| 26 أكتوبر | بوساطة قدمتها الولايات المتحدة، تم التوقيع على معاهدة السلام بين إسرائيل والأردن من قبل إسحاق رابين والملك حسين. |
| 30 نوفمبر | هجوم فأس العفولة: قتل فلسطيني جندية إسرائيلية تبلغ من العمر 19 عامًا بفأس. |
| 10 ديسمبر | اسحق رابين وشمعون بيريز وياسر عرفات حصلوا على جائزة نوبل للسلام. |
| خلال عام 1995، قتلت قوات الأمن الإسرائيلية 42 فلسطينيًا، وثلاثة آخرون على أيدي مدنيين إسرائيليين. وفي نفس الفترة قتل فلسطينيون 16 مدنيا إسرائيليا و30 من أفراد القوات المسلحة الإسرائيلية.                                     | |
| 22 يناير | عملية بيت ليد: أسفر تفجير انتحاري مزدوج نفذته حركة الجهاد الإسلامي في فلسطين عن مقتل 21 شخصًا في واحدة من أكبر الهجمات التي أدت إلى مزيد من الانقسام في الرأي العام الإسرائيلي بشأن عملية السلام. |
| 9 أبريل | تفجير حافلة كفار داروم: مقتل ثمانية إسرائيليين وإصابة 52 بجروح نتيجة اعتداء انتحاري للجهاد الإسلامي. |
| 24 يوليو | تفجير حافلة رمات غان: مقتل ستة إسرائيليين وإصابة 33 في تفجير انتحاري لحركة حماس. |
| 21 أغسطس | تفجير حافلة رمات اشكول: مقتل خمسة إسرائيليين في تفجير انتحاري لحركة حماس وجرح أكثر من 100. |
| 28 سبتمبر | الاتفاقية المؤقتة بشأن الضفة الغربية وقطاع غزة، والمعروفة أيضًا باسم أوسلو 2، الموقعة في واشنطن العاصمة |
| 4 نوفمبر | اغتيال رئيس الوزراء إسحاق رابين في تل أبيب على يد المتطرف اليهودي إيغال عامير. تولى شيمون بيريز منصب رئيس الوزراء بالوكالة. |
| 1996 خلال عام 1996، قُتلت 69 فلسطينيًا و4 مسلحين لبنانيين على أيدي قوات الأمن الإسرائيلية، وقتل خمسة آخرون على أيدي مدنيين إسرائيليين. وفي نفس الفترة قتل فلسطينيون 41 مدنيا إسرائيليا و34 من أفراد القوات المسلحة الإسرائيلية. | |
| 5 يناير | الشاباك يقتل يحيى عياش قائد كتائب عز الدين القسام بقنبلة هاتفية. |
| 25 فبراير -مارس | أدت سلسلة من الهجمات الانتحارية في القدس (حافلة القدس 18 تفجيرًا انتحاريًا وفي التلة الفرنسية) وتل أبيب وعسقلان إلى مقتل أكثر من 60 إسرائيليًا. وقيل إن هذه الأحداث كان لها تأثير كبير على الانتخابات الإسرائيلية في مايو. |
| من 11 إلى 27 أبريل | عملية عناقيد الغضب: الاسم الرمزي الذي أطلقه جيش الاحتلال الإسرائيلي على هجوم عسكري خاطف (يسميه حزب الله بحرب نيسان) ضد لبنان في 1996 لمدة ستّة عشر يوم في محاولة لإنْهاء قصف حزب الله لشمال إسرائيل. استهدفت 639 هجمة صاروخية لحزب الله شمال إسرائيل، خصوصاً بلدة كريات شمونة وقد شاركت قوات حزب الله أيضاً في الاشتباكات العديدة مع القوات الإسرائيلية وقوات جيش لبنان الجنوبي. توقف النزاع في 27 أبريل/نيسان باتفاقية وقف إطلاق نار تمنع الهجمات على المدنيين. |
| 18 أبريل | مجزرة قانا: قامت قوات الاحتلال الإسرائيلي بقصف مقر قيادة فيجي التابع لقوات اليونيفل في قرية قانا جنوب لبنان بعد لجوء المدنيين إليه هربا من عملية عناقيد الغضب التي شنتها إسرائيل على لبنان، أدى قصف المقر إلى مقتل 106 من المدنيين وإصابة الكثير بجروح. وقد اجتمع أعضاء مجلس الأمن للتصويت على قرار يدين إسرائيل ولكن الولايات المتحدة أجهضت القرار باستخدام حق النقض الفيتو.                                                                                |
| يمكن | انتخاب زعيم الليكود بنيامين نتنياهو رئيس وزراء إسرائيل. |
| 9 يونيو | مقتل يارون وإفرات أنغار: زوجان إسرائيليان قتلا برصاص مسلحين فلسطينيين أثناء القيادة مع ابنهما البالغ من العمر سنة واحدة. |
| خلال عام 1997، قتلت قوات الأمن الإسرائيلية 18 فلسطينياً، وخمسة آخرون على أيدي مدنيين إسرائيليين. وفي نفس الفترة قتل فلسطينيون 31 مدنيا إسرائيليا.                                                                              | |
| من 15 إلى 17 يناير | توقيع بروتوكول خاص بإعادة الانتشار في الخليل بين منظمة التحرير الفلسطينية والحكومة الإسرائيلية، وذلك بهدف إعادة انتشار القوات الإسرائيلية في مدينة الخليل، أعقب ذلك تقسيم مدينة الخليل إلى منطقتين: منطقة هـ1 (H1) والتي تشكل 80% من المساحة الكلية لمدينة الخليل وتخضع للسيطرة الفلسطينية. ومنطقة هـ2 (H2)، وتشكل 20% من مساحة الخليل بقيت تحت السيطرة الأمنية الإسرائيلية فيما نقلت الصلاحيات المدنية للسلطة الفلسطينية.                                   |
| آذار 13 | قام جندي أردني يدعى «أحمد الدقامسة» بإطلاق النار على طالبات مدرسة يهودية من بيت شمس تتراوح أعمارهن بين 13 و 14 سنة في أثناء زيارتهن للجزيرة في رحلة مدرسية، مما أدى إلى مقتل 7 منهن واصابة 6 اخريات. قدم الملك الحسين اعتذاره إلى إسرائيل في زيارة رسمية مما ادى إلى جدل كبير في البلاد. |
| 21 مارس | تفجير مقهى أبروبو: قتل مفجر انتحاري فلسطيني 3 إسرائيليات وجرح 48. |
| 30 يوليو | مقتل 16 إسرائيليا في هجوم انتحاري مزدوج في سوق رئيسي في القدس. كانت هذه أسوأ عملية قتل في عهد نتنياهو والتي تعتبر فترة هادئة نسبيًا. وعزا نتنياهو ذلك إلى سياسة المعاملة بالمثل واعتراضه على سياسة الباب الدوار الفلسطيني. |
| 4 سبتمبر | أدى تفجير انتحاري لحركة حماس في مركز تجاري في القدس إلى مقتل خمسة إسرائيليين، من بينهم ثلاث فتيات يبلغن من العمر 14 عامًا، وأدى إلى أزمة التراث الفارسي في شيكاغو. |
| 25 سبتمبر | عملاء الموساد فشلوا في محاولة لقتل عضو حماس خالد مشعل في عمان. |
| خلال عام 1998، قتلت قوات الأمن الإسرائيلية 21 فلسطينياً، وسبعة آخرون على أيدي مدنيين إسرائيليين. وفي الفترة نفسها قتل تسعة مدنيين إسرائيليين وثلاثة من أفراد القوات المسلحة الإسرائيلية برصاص فلسطينيين.                       | |
| 23 أكتوبر | اتفاقية واي ريفر: وقع بنيامين نتنياهو وياسر عرفات المذكرة في قمة في ماريلاند استضافها بيل كلينتون. اتفق الجانبان على خطوات لتسهيل تنفيذ الاتفاقية المؤقتة للضفة الغربية وقطاع غزة في 28 سبتمبر 1995 والاتفاقيات الأخرى ذات الصلة بما في ذلك بروتوكول الخليل بتاريخ 17 يناير 1997 حتى يتمكن الجانبان الإسرائيلي والفلسطيني من تنفيذ اتفاقهما بشكل أكثر فاعلية. المسؤوليات المتبادلة، بما في ذلك تلك المتعلقة بمزيد من عمليات إعادة الانتشار والأمن.           |
| خلال عام 1999، قُتل ثمانية فلسطينيين على أيدي قوات الأمن الإسرائيلية. وفي الفترة نفسها قتل فلسطينيون مدنيان إسرائيليان وعناصران من القوات المسلحة الإسرائيلية.                                                                 | |
| 17 مايو | انتخاب ايهود باراك من حزب العمل رئيسا للوزراء تحت راية إسرائيل الواحدة. |
| 2000 | |
| 24 مايو | انسحاب الجيش الإسرائيلي من جنوب لبنان امتثالاً لقرار الأمم المتحدة رقم 425. وأصرت سوريا ولبنان على أن الانسحاب لم يكتمل وادعتا أن مزارع شبعا لبنانية ولا تزال تحت الاحتلال. أقرت الأمم المتحدة الانسحاب الإسرائيلي الكامل. |
| 21 – 25 يوليو | قمة كامب ديفيد: بين رئيس الوزراء الإسرائيلي إيهود باراك ورئيس السلطة الفلسطينية ياسر عرفات والتي هدفت للتوصل إلى اتفاق "الوضع النهائي". اختتمت القمة دون اتفاق. |

## 2000-2005: انتفاضة الأقصى
| يوم الشهر | حدث (أحداث) |
| --- | --- |
| 2000 | |
| 28 سبتمبر | انتفاضة الأقصى: قام أرئيل شارون وأعضاء من حزب الليكود، جنبا إلى جنب مع 1000 حارس مسلح، بزيارة المسجد الأقصى الذي تديره الأوقاف. (بموجب القانون الإسرائيلي، تُمنح كل مجموعة دينية إدارة أماكنها المقدسة.) وتجول في ساحاته، وقال ان «الحرم القدسي سيبقى منطقة إسرائيلية» مما أثار استفزاز المصلين الفلسطينيين وتسبب بمظاهرة كبيرة من الفلسطينيين احتجاجا على هذه الزيارة، وبدأ الفلسطينيون من الحرم القدسي برمي الحجارة على الشرطة الإسرائيلية. التي قامت بإطلاق الغاز المسيل للدموع والرصاص المطاطي على الحشد مما أسفر عن مقتل 7 شهداء وجُرح 250 وأُصيب 13 جندي إسرائيلي وكانت هذه بداية أعمال الانتفاضة. تميزت هذه الانتفاضة مقارنة بسابقتها بكثرة المواجهات مسلحة وتصاعد وتيرة الأعمال العسكرية بين المقاومة الفلسطينية والجيش الإسرائيلي، راح ضحيتها حوالي 4412 فلسطينيًا و48322 جريحًا. وأما خسائر الجيش الإسرائيلي تعدادها 334 قتيل ومن المستوطنين 735 قتيل، وليصبح مجموع القتلى والجرحى الإسرائيليين 1069 قتيل و4500 جريح، وعطب 50 دبابة من نوع ميركافا ودمر عدد من الجيبات العسكرية والمدرعات الإسرائيلية. ومرت مناطق الضفة الغربية وقطاع غزة خلالها بعدّة اجتياحات إسرائيلية منها عملية الدرع الواقي وأمطار الصيف والرصاص المصبوب. كانت شرارة اندلاعها دخول رئيس الوزراء الإسرائيلي «الأسبق» أرئيل شارون إلى باحة المسجد الأقصى برفقة حراسه، الأمر الذي دفع جموع المصلين إلى التجمهر ومحاولة التصدي له، فكان من نتائجه اندلاع أول أعمال العنف في هذه الانتفاضة. |
| 30 سبتمبر | مقتل محمد الدرة: وقعت حادثة قتل الصبي محمد الدرة في شارع صلاح الدين بقطاع غزة. والتقطت عدسة المصور الفرنسي شارل إندرلان المراسل بقناة فرنسا 2 مشهد احتماء جمال الدرة وولده محمد البالغ من العمر اثنتي عشرة عامًا، خلف برميل إسمنتي، بعد وقوعهما وسط محاولات تبادل إطلاق النار بين الجنود الإسرائيليين وقوات الأمن الفلسطينية. وعرضت هذه اللقطة التي استمرت لأكثر من دقيقة، مشهد احتماء الأب وابنه ببعضهما البعض، ونحيب الصبي، وإشارة الأب لمطلقي النيران بالتوقف، وسط إطلاق وابل من النار والغبار، وبعد ذلك ركود الصبي على ساقي أبيه. وبعد تسع وخمسين ثانية من البث المبدئي للمشهد في فرنسا، بتعليق صوتي من رئيس مكتب فرنسا 2 بإسرائيل، شارل إندرلان، الذي لم يشاهد الحادث بنفسه، ولكنه اطلع على كافة المعلومات المتعلقة به، من المصور عبر الهاتف، أخبر إندرلان المشاهدين أن محمد الدرة ووالده كانا «هدف القوات الإسرائيلية من إطلاق النيران»، وأن الطفل قد قُتِل. وبعد التشييع في جنازة شعبية، مجّد العالم العربي والإسلامي محمد الدرة باعتباره شهيدًا. |
| من 1 إلى 9 أكتوبر | هبة أكتوبر: تصاعدت أحداث تشرين الأول / أكتوبر في إسرائيل، مظاهرات التضامن التي نظمها مواطنين فلسطينيين مقيمين في إسرائيل إلى مواجهات مع الشرطة الإسرائيلية والمواطنين اليهود الإسرائيليين. قُتل 13 مدنياً عربياً (12 يحملون الجنسية الإسرائيلية) برصاص الشرطة الإسرائيلية وقُتل مواطن يهودي برصاص فلسطيني. قُتل في غارة لحزب الله عبر الحدود 3 جنود إسرائيليين واختطفت جثثهم وقُصف شمال إسرائيل في محاولة لإشعال الحدود الإسرائيلية اللبنانية أيضًا، لكن الإسرائيليين قرروا الرد المحدود. |
| 12 أكتوبر | قُتِل جنديين إسرائيليان في رام الله عندما قام فلسطينيون بقتل جنديي احتياط في جيش الاحتلال الإسرائيلي دخلا عن «طريق الخطأ» مدينة رام الله الخاضعة لسيطرة السلطة الوطنية الفلسطينية وسط الضفة الغربية. كانت الشرطة المدنية الفلسطينية قد احتجزتهما في مركز شرطة مدينة البيرة لكن حشدا من الفلسطينيين الغاضبين الذين كانوا في جنازة شاب فلسطيني قتلته إسرائيل هاجم مركز الشرطة وقتل الجنود المحتجزين. |
| 21–22 أكتوبر | انعقاد القمة العربية: بقاعة المؤتمرات الدولية بمدينة نصر إثر أحداث العنف التي تفجرت ضد الفلسطينيين بعد أن دخل أرئيل شارون الحرم القدسي الشريف، وسمي بمؤتمر قمة الأقصى. حضر المؤتمر جميع الدول العربية باستثناء ليبيا التي مثلها وفد دبلوماسي انسحب في اليوم الثاني من القمة. |
| 8 نوفمبر | قُتل الطفل الفلسطيني فارس عودة على يد الجيش الإسرائيلي قرب معبر المنطار (حاجز كارني) شرق قطاع غزة بينما كان يرمي الحجارة خلال الشهر الثاني من الانتفاضة، ويذكر بكونه تصدى لدبابة إسرائيلية بحجارته الصغيرة وأثارت هذه الصورة المجتمع الدولي وتصدرت صفحات الصحف والمجلات العالمية حينها. |
| 22 نوفمبر | مقتل امرأتين اسرائيليتين واصابة 60 مدنيا بانفجار سيارة مفخخة في الخضيرة. |
| 10 ديسمبر | استقالة رئيس وزراء إسرائيل إيهود باراك. |
| 17 ديسمبر | اغتيال الناشط في التنظيم سميح الملاعبي بانفجار قنبلة بهاتف محمول قرب مخيم قلنديا للاجئين. |
| في عام 2001، قُتل ما مجموعه 469 فلسطينيًا و 199 إسرائيليًا في عام 2001. ويذكر تقرير منظمة العفو الدولية عن العام الأول للانتفاضة: «الغالبية العظمى من حالات القتل والإصابات غير القانونية في إسرائيل والأراضي المحتلة ارتكبها جيش الدفاع الإسرائيلي باستخدام القوة المفرطة. على وجه الخصوص، استخدم الجيش الإسرائيلي المروحيات التي قدمتها الولايات المتحدة في هجمات صاروخية عقابية حيث لم يكن هناك خطر وشيك على الحياة. كما استخدمت إسرائيل طائرات الهليكوبتر الحربية لتنفيذ عمليات إعدام خارج نطاق القضاء وإطلاق النار على أهداف أسفرت عن مقتل مدنيين، بمن فيهم أطفال.». بدأت حماس بإطلاق الصواريخ على المناطق الإسرائيلية. كانت الأسلحة المستخدمة في البداية مصنوعة منزليًا بمدى محدود وقدرة تدميرية. استبدلت هذه فيما بعد بصواريخ من الدرجة العسكرية. | |
| 17 يناير | حادثة مقتل أوفير راحوم: قتل فلسطينيون، أعضاء في فصيل التنظيم التابع لفتح، طالب المدرسة الثانوية الإسرائيلي أوفير راحوم، البالغ من العمر 16 عامًا، في ضواحي رام الله. |
| 21 – 27 يناير | قمة طابا: كانت محادثات السلام بين إسرائيل والسلطة الفلسطينية تهدف إلى الوصول إلى "الوضع النهائي" للمفاوضات، حيث تقدم الفلسطينيون بمذكرة تفاهم يصرون فيها على أن تعترف إسرائيل بمسؤوليتها الأخلاقية والقانونية عن مشكلة اللاجئين ومسؤوليتها عن الحيلولة دون التوصل إلى حل يتفق وقرار الأمم المتحدة رقم 194 وقد فشلت مفاوضات طابا نظراً لوجود ثغرات كبيرة بين إسرائيل والفلسطينيين. انسحب إيهود باراك مؤقتًا من المفاوضات أثناء الانتخابات الإسرائيلية، وبعد ذلك رفض أرييل شارون مواصلة التفاوض بحجة مواجهة أعمال العنف التي اندلعت حديثًا. |
| 6 فبراير | انتخاب أرييل شارون من الليكود رئيسا للوزراء ورفض مواصلة المفاوضات مع ياسر عرفات في قمة طابا. |
| 4 مارس | عملية نتانيا: هي تفجيرات في مركز مدينة نتانيا في إسرائيل. مما أدى لمقتل ثلاثة إسرائيليين، وإصابة أكثر من 60 شخصا بجروح. منهم نفتالي دين. أعلنت حركة المقاومة الإسلامية (حماس) مسؤوليتها عن الهجوم، وقالت إن الهجوم قام به شاب فلسطيني يبلغ من العمر 23 عامًا ويُدعَى أحمد عليان من الضفة الغربية. |
| 26 مارس | مقتل طفل رضيع إسرائيلي يبلغ من العمر 10 أشهر برصاص قناص فلسطيني. خلص التحقيق الإسرائيلي إلى أن القناص صوب الطفل بشكل متعمد. |
| 27 مارس | انعقاد القمة العربية 2001 في مدينة عمان عاصمة المملكة الأردنية الهاشمية وكان من أهم قراراتها: إدانة العدوان الإسرائيلي المتواصل على الشعب الفلسطيني وانتهاكات إسرائيل الجسيمة لحقوق الإنسان. كما عبرت عن الاستياء البالغ لاستخدام الولايات المتحدة حق النقض (الفيتو) في مجلس الأمن ضد مشروع قرار حول حماية الشعب الفلسطيني في الأراضي الفلسطينية وإنشاء قوة الأمم المتحدة للمراقبة في تلك الأراضي. |
| 18 مايو | تفجير هشارون مول: تفجير نفذته حركة المقاومة الإسلامية (حماس) في هشرون مول في نتانيا بإسرائيل، مما أدى لمقتل 5 مستوطنين إسرائيليين، وإصابة أكثر من 100 بجروح. |
| 1 يونيو | تفجير ملهى الدلافين: فجر انتحاري من حماس نفسه عند مدخل ملهى ليلي في تل أبيب بإسرائيل، مما أسفر عن مقتل 25 إسرائيلي. أغلب القتلى من الفتيات في سن المراهقة الذين هاجرت أسرهم من الاتحاد السوفيتي إلى تل أبيب، وكان من بين القتلى جندي إسرائيلي. |
| 9 أغسطس | عملية مطعم سبارو: فجر انتحاري يرتدي حزاما ناسفا وزنه من 5 إلى 10 كيلوغرامات، يحتوي على متفجرات ومسامير وصواميل ومسامير، قنبلته. وأسفر الانفجار عن مقتل 15 شخصًا (من بينهم 7 أطفال وامرأة حامل)، وإصابة 130 آخرين. في البداية أعلنت كل من حماس والجهاد الإسلامي مسؤوليتهما عن الهجوم. |
| 27 أغسطس | اغتيل أبو علي مصطفى الأمين العام للجبهة الشعبية لتحرير فلسطين بصاروخ إسرائيلي أطلقته مروحية أباتشي عبر نافذة مكتبه في رام الله. |
| 9 سبتمبر | تفجير محطة قطار نهاريا: تفجير نفذته حركة المقاومة الإسلامية (حماس) في محطة القطار في نهاريا، داخل إسرائيل. مما أدى لمقتل 3 مستوطنين إسرائيليين، وإصابة 94 بجروح. يعد التفجير الأول الذي يقوم به رجل من عرب 48. |
| 17 أكتوبر | اغتال أعضاء الجبهة الشعبية لتحرير فلسطين وزير السياحة الإسرائيلي رحبعام زئيفي في القدس. |
| 1 ديسمبر | تفجير في شارع ابن يهودا: قام اثنين من الاستشهاديين بتفجير أنفسهم في شارع ابن يهودا، ثم تبع ذلك انفجار سيارة مفخخة لمّا وصلت سيارات الإسعاف، مما أدى لمقتل 13 منهم عددًا من الجنود، وأُصيب 188 بجروح. وأعلنت حماس مسؤوليتها عن الهجوم، وقالت أن ذلك جاء ردًا على اغتيال إسرائيل للقائد العام لكتائب القسام في الضفة الغربية محمود أبو هنود. وقال الناطق باسم حركة حماس في غزة أن هذه التفجيرات لم تُهدِّئ شهوة الانتقام وتوعد بمزيد من التفجيرات. |
| 2 ديسمبر | تفجير حافلة حيفا: تفجير حافلة ايجد بالقرب من بلدة برديس حنا في 29 نوفمبر 2001، كانت الحافلة متجهة من الناصرة إلى تل أبيب، وانفجرت أثناء مرورها ببلدة برديس حنا، فقُتِل 3 مسنوطنين، وأصيب 9 بجروح. أعلنت كلاً من حركة فتح وحركة الجهاد الإسلامي مسؤوليتهما عن الهجوم. |
| وصلت ذروت العمليات الانتحارية عام 2002 بمعدل 22 من الوفيات شهريا، وشهدت أولى الفدائيات الإناث في انتفاضة الأقصى، حيث قامت وفاء إدريس بعملية استشهادية في القدس يوم 27 يناير 2002؛ وأسفرت عن مقتل إسرائيلي وإصابة 90 آخرين بجروح. تلتها دارين أبوعيشة، فآيات الأخرس. ونفذّت كتائب الشهيد عز الدين القسام عملية اقتحام لمستوطنة عتصمونا في عملية عسكرية نفذها محمد فتحي فرحات، حدثت ليلة الخميس وفجر الجمعة في 8 مارس 2002م، حيث قتل 7 جنود على الأقل وأصاب أكثر من 10 آخرين. كان الهجوم الأكثر دموية في تاريخ إسرائيل مجزرة عيد الفصح، حيث حدثت خلال عيد الفصح اليهودي بتاريخ 27 مارس 2002، عندما قام عبد الباسط عودة من مدينة طولكرم وهو أحد المنتمين إلى حركة حماس بتفجير نفسه داخل فندق بارك في مدينة نتانيا الإسرائيلية، إذ قتل في الهجوم ما يزيد عن ثلاثين إسرائيليًا وأصيب 140 آخرون بجروح، وعلى على إثر التفجير، فقد أطلق رئيس الوزراء الإسرائيلي أرئيل شارون عملية الدرع الواقي العسكرية التي ضربت كافة الأراضي الفلسطينية، في يناير 2002، استولت قوات من الجيش الإسرائيلي على السفينة إم في كارين أيه والتي وفقا للجيش كانت سفينة بضائع فلسطينية في البحر الأحمر. تحمل 50 طنا من الأسلحة بما في ذلك صواريخ كاتيوشا قصيرة المدى وصواريخ مضادة للدبابات ومتفجرات شديدة الانفجار. | |
| 2 يناير | عملية سفينة نوح: عملية عسكرية إسرائيلية في كانون الثاني (يناير) 2002، والتي من خلال هذه العملية استولت القوات الإسرائيلية على السفينة إم في كارين أيه والتي وفقًا لجيش الاحتلال الإسرائيلي كانت سفينة بضائع فلسطينية في البحر الأحمر. |
| 3 مارس | عملية عيون الحرامية: عملية قام بها قناص فلسطيني وحيد يدعى ثائر كايد حماد، واستهدفت حاجز عسكري إسرائيلي في واد عيون الحرامية، استخدم فيها بندقية قديمة من الحرب العالمية الثانية ونحو ثلاثون طلق ناري، أدت إلى مقتل 11 جندي إسرائيلي ومستوطنان إسرائيليان وجرح 9. |
| 13 مارس | قرار مجلس الأمن التابع للأمم المتحدة رقم 1397: طالب فيه المجلس بوضع حد لأعمال العنف التي وقعت بين الجانبين الإسرائيلي والفلسطيني منذ بداية الانتفاضة الثانية في سبتمبر عام 2000. وكان هذا أول قرار تبناه مجلس الأمن يدعو إلى إنهاء الصراع عبر حل الدولتين. اعتمد القرار بموافقة 14 وامتناع سوريا، التي رأى ممثلها أن القرار لم يتطرق لمخاوف الدول العربية. |
| 14 مارس | واصلت القوات الاسرائيلية اقتحام رام الله وبلدات اخرى بالضفة الغربية. أسفر هجوم بطائرة هليكوبتر بالقرب من طولكرم عن مقتل معتصم حماد واثنين من المارة. أدى انفجار عبوة ناسفة في مدينة غزة إلى تدمير دبابة إسرائيلية كانت ترافق المستوطنين، ما أسفر عن مقتل 3 جنود وإصابة 2 آخرين بجروح في انفجار سيارة مفخخة في طولكرم، ما أدى إلى مقتل 4 فلسطينيين. أعدم فلسطينيون اثنين من المتعاونين المتهمين في بيت لحم، وكانوا يخططون لتعليق إحدى الجثث بالقرب من كنيسة المهد حتى أوقفتهم الشرطة الفلسطينية. |
| 27 مارس | عملية تفجير فندق بارك: عملية تفجيرية حدثت في مدينة نتانيا المقامة على أراضي طولكرم خلال عيد الفصح اليهودي، قام بها عبد الباسط عودة من مدينة طولكرم وهو أحد المنتمين إلى حركة حماس بتفجير نفسه داخل فندق بارك، قُتل في الهجوم ما يزيد عن ثلاثين إسرائيليًا وأصيب 140 آخرون بجرو.، وعلى إثر التفجير أطلق رئيس الوزراء الإسرائيلي أرئيل شارون عملية الدرع الواقي العسكرية التي ضربت كافة الأراضي الفلسطينية، وحاصرت إسرائيل فيها الرئيس الفلسطيني ياسر عرفات بتاريخ 29 مارس 2002، كما اعتقلت فيها إسرائيل مخطط التفجير وهو قائد كتائب القسام بالضفة الغربية عباس السيد. |
| 28 مارس | القمة العربية 2002: تبنت مبادرة خادم الحرمين الشريفين الملك عبد الله بن عبد العزيز (كان ولياً للعهد السعودي يومذاك) بشأن تطبيع العلاقات الإسرائيلية العربية شريطة الانسحاب إلى حدود الرابع من يونيو/حزيران 1967. |
| 29 مارس | عملية الدرع الواقي: انطلاق العملية وانتهت في 10 مايو 2002، وحشدت لها إسرائيل ما يقارب 30 ألف جندي. كان من أهداف هذه العملية العسكرية إنهاء العمليات الاستشهادية داخل إسرائيل لكن طوال فترة العملية لم تنجح العملية بشكل ملحوظ في خفض عددها. بعد انتهاء العملية العسكرية وانسحاب الجيش الإسرائيلي شرعت الحكومة الإسرائيلية ببناء الجدار العازل. |
| 30 مارس | فجر انتحاري في مقهى في تل أبيب حوالي الساعة 9:30 مساءً بالتوقيت المحلي، مما أدى إلى إصابة 32 شخصًا. دعا الرئيس جورج دبليو بوش ووزير خارجيته كولن باول (الولايات المتحدة) ياسر عرفات إلى إدانة موجة التفجيرات الانتحارية باللغة العربية لشعبه. وقدم ناطقون إسرائيليون مطالب مماثلة. وذهب عرفات إلى التلفاز وأقسم باللغة العربية أنه "سيموت شهيدًا، شهيدًا، شهيدًا". وصرح أعضاء في كتائب الأقصى الشخصية التابعة لعرفات بأنهم سيرفضون أي شكل من أشكال وقف إطلاق النار، وأنهم سيواصلون التفجيرات الانتحارية ضد المدنيين في إسرائيل. |
| 31 مارس | تفجير مطعم ماتزا: تفجير نفذته حركة المقاومة الإسلامية (حماس) في 31 مارس 2002، حيث قام فلسطيني بتفجير قنبله داخل مطعم متزا في مدينة حيفا بإسرائيل، مما أدى لمقتل 16 إسرائيلي وإصابة أكثر من 40 أخرين. |
| أبريل | تبادلت القوات الاسرائيلية اطلاق النار مع حراس ياسر عرفات في رام الله. |
| 1 – 11 أبريل | معركة جنين: في عملية التوغل التي قام بها الجيش الإسرائيلي في جنين. وتشير مصادر الحكومة الإسرائيلية وقوع معركة شديدة في جنين وقد قُتل في هذه المعركة بحسب تقرير الأمم المتحدة 58 فلسطينيا، أما رواية الاحتلال تتحدث عن مقتل 58 شخص، أما رواية السلطة الفلسطينية تتحدث عن ارتقاء أكثر من 500 شهيد، واعترف الجانب الإسرائيلي بمقتل 23 من جنوده قُتل منهم 14 في يوم واحد 12 منهم في كمين للمقاتلين الفلسطينيين. |
| 2 أبريل | حصار كنيسة المهد: احتلت القوات الإسرائيلي مدينة بيت لحم في الفترة من 2 أبريل إلى 10 مايو، وحاولت القبض على نشطاء فلسطينيين مشتبه بهم، فر العشرات منهم ولجأوا إلى كنيسة المهد. |
| 12 أبريل | عملية أدورا الاقتحامية: نفذها مسلحان فلسطينيان قساميان على سكان مستوطنة أدورا. وشرعوا في إطلاق النار على المستوطنة. قُتل أربعة مستوطنين وجرح سبعة. |
| 15 أبريل | ألقت السلطات الإسرائيلية القبض على مروان البرغوثي في منزله، بعد اعتقال ابن عمه. |
| 18 مايو | أعلن مسؤولو الشاباك الإسرائيليون أنهم اعتقلوا ستة إسرائيليين بتهمة التآمر على قصف مدارس فلسطينية في أبريل، ومنهم نعوم فيدرمان، زعيم حركة كاخ غير الشرعية للحاخام مائير كاهانا، وميناشي ليفينجر، نجل الحاخام موشيه ليفينجر. |
| يونيو | بدأت إسرائيل في بناء الحاجز الإسرائيلي في الضفة الغربية لمنع المفجرين الانتحاريين من دخول إسرائيل. |
| 18 يونيو | تفجير حافلة إيجد عملية استهدفت حافلة شركة إيجد ي في مدينة القدس. تبنّت حركة المقاومة الفلسطينية حماس الهُجوم الذي تسبّبَ في مقتل 19 شخص وجرح أكثر من 74 آخرين. سبعة عشر من القتلى من سكان مستوطنة جيلو. |
| 24 يونيو | دعا الرئيس الأمريكي جورج دبليو بوش إلى قيام دولة فلسطينية مستقلة تعيش في سلام مع إسرائيل. وصرح بوش بأنه يجب على القادة الفلسطينيين اتخاذ خطوات لتحقيق إصلاحات ديمقراطية، ومساءلة مالية، من أجل تحسين المفاوضات مع إسرائيل. كما ذكر أنه بينما يُظهر الفلسطينيون سيطرتهم على الإرهاب، يجب على إسرائيل إنهاء العمليات في الضفة الغربية، وفي المناطق التي دخلت إليها في إطار عملية "الدرع الواقي". |
| 16 يوليو | عملية عمانوئيل الثانية: نصب ثلاثة فلسطينيين متنكرين في زي جنود إسرائيليين كمين ضد مستوطنين إسرائيليين في 2002. فجر المنفذون أولاً قنبلة على جانب الطريق بجوار حافلة مدرعة دان رقم 189. بعد ذلك مباشرة، فتح الفدائيين النار وألقوا قنابل يدوية على الركاب. قُتل تسعة إسرائيليين في الهجوم وأصيب 20 شخصًا بدرجات متفاوتة من الإصابات. |
| 22 يوليو | أطلقت طائرة حربية إسرائيلية صاروخاً على شقة سكنية في مدينة غزة، ما أدى إلى مقتل صلاح شحادة، قائد الجناح العسكري لحركة حماس، عزالدين القسام. وسوت المبنى بالأرض وقُتل 14 (16 أو 18) مدنياً، بينهم ثمانية أطفال. وجاء في الصحيفة العبرية اليومية يديعوت أحرونوت، توضيح المراسل العسكري الإسرائيلي المحافظ أليكس فيشمان، بأن هذا القصف جاء بعد 90 دقيقة من انتهاء التنظيم وحماس والجهاد الإسلامي من صياغة وقف إطلاق نار أحادي الجانب، كان من المقرر الإعلان عنه في واشنطن بوست في صباح اليوم التالي. |
| 31 يوليو | عملية الجامعة العبرية التفجيرية استهدفت إسرائيليين في الجامعة العبرية الموجودة في مدينة القدس نفذتها كتائب القسام جناح حماس العسكري، أدت إلى مقتل 9 إسرائيليين وجرح 100 آخرين. |
| 14 أغسطس | وجهت محكمة مدنية إسرائيلية إلى مروان البرغوثي، الذي اعتقل في 15 نيسان / أبريل، لائحة اتهام بقتل مدنيين والانتماء إلى منظمة إرهابية. |
| 21 أكتوبر | عملية حافلة تقاطع كركور: عملية فدائية عند مفترق كركور بالقرب من وادي عارة، في دولة الاحتلال. أدى الهجوم الذي نفذته حركة الجهاد الإسلام عن مقتل 14 راكبا وإصابة 50 آخرين. |
| 21 نوفمبر | تفجير حافلة كيريات ميناحيم: تفجير نفذته حركة المقاومة الإسلامية (حماس) في 21 نوفمبر 2002 م، وهو عبارة عن تفجيرة حافلة نقل عامة في حي كيريات ميناحيم في مدينة القدس، أسفر عن التفجير مقتل 11 إسرائيليًا وإصابة أكثر من 50 بجروح. |
| 2003 | |
| 5 يناير | تفجير محطة الحافلات المركزية في تل أبيب: مقتل 23 مدنياً إسرائيلياً في تفجير انتحاري فلسطيني. |
| 16 فبراير | اغتال جيش الاحتلال الإسرائيلي نضال فرحات وهو قائد عسكري في كتائب الشهيد عز الدين القسام وهو يحاول تجهيز طائرة القسام بدون طيار (أبابيل1)، وينسب إليه اختراع صاروخ القسام برفقة الشهيد تيتو مسعود. |
| 5 مارس | تفجير انتحاري في باص 37 في حيفا. مقتل 17 إسرائيليا، بينهم 16 مدنيا و9 أطفال، في تفجير انتحاري تابع لحركة حماس. |
| 16 مارس | سحق راشيل كوري، العضوة الأمريكية في حركة التضامن الدولية، بواسطة جرافة تابعة للجيش الإسرائيلي، لتصبح أول عضو في حركة التضامن الدولية يموت في الصراع. وزعم أعضاء المجموعة الذين شهدوا وفاتها أنها جريمة قتل، فيما وصفتها إسرائيل بـ "حادث مؤسف". |
| 19 مارس | تعيين محمود عباس رئيساً لوزراء السلطة الوطنية الفلسطينية. |
| 24 مارس | جيش الاحتلال الإسرائيلي يُفكك هيلتوب 26، وهي مستوطنة إسرائيلية غير شرعية بالقرب من مدينة الخليل. |
| 30 أبريل | أعلنت الرباعية حول الشرق الأوسط خريطة الطريق للسلام. |
| 21 مايو | استولت البحرية الإسرائيلية قارب صيد «أبو حسن» استخدمت لتهريب الأسلحة إلى قطاع غزة. وفقاً لوزارة الخارجية الإسرائيلية؛ فقد كان القارب يبحر من لبنان إلى مصر حاملاً خبير متفجرات من حزب الله متجه إلى غزة. ضبطت القوات البحرية السفينة في المياه الدولية قبالة مدينة حيفا بشمال إسرائيل. كما تمت مصادرة أقراص كمبيوتر مدمجة مع تعليمات حول كيفية إعداد المتفجرات، وأجهزة تفجير القنابل. |
| 27 مايو | قال أرييل شارون إن "احتلال" الأراضي الفلسطينية "لا يمكن أن يستمر إلى ما لا نهاية". |
| 2 يونيو | عقد القمة العربية في مصر. |
| 11 يونيو | تفجير حافلة ميدان دافيدكا. قتل استشهادي فلسطيني 17 مدنيا إسرائيليا. |
| 21 يونيو | قامت وحدة خاصة إسرائيلية عالية التدريب تدعى وحدة يمام باغتيال عبد الله القواسمي، وهو قائد عسكري في كتائب عز الدين القسام والمسؤول عن العديد من عمليات المقاومة الفلسطينية ضد الاحتلال الإسرائيلي، مما اعتبره الاحتلال آنذاك المطلوب رقم واحد لديه. |
| 29 يونيو | وافقت حماس والجهاد الإسلامي وفتح على وقف إطلاق النار لمدة ثلاثة أشهر. |
| 9 يوليو | قضت محكمة العدل الدولية في رأي استشاري غير ملزم بأن الجدار الإسرائيلي في الضفة الغربية غير قانوني بموجب القانون الدولي، كما أدانت الأمم المتحدة بناء الجدار باعتباره "عمل ضم غير قانوني". دافعت الولايات المتحدة وأستراليا عن السياج الأمني قائلة إن الجدار هو إجراء وقائي لمكافحة الإرهاب وأن المسؤولية تقع على عاتق السلطة الفلسطينية لمكافحة الإرهاب. اعترضت الولايات المتحدة وكندا وإسرائيل وحوالي 30 دولة ديمقراطية أخرى على نظر محكمة العدل الدولية في طلب الجمعية العامة للأمم المتحدة، ووجدت الطلب محملاً ومتحيزًا، وأعربت عن قلقها بشأن مصداقية محكمة العدل الدولية. |
| 19 أغسطس | تفجير حافلة شموئيل هنفي: نفذت كلًا من «حركة حماس» و"الجهاد الإسلامي" هجوما انتحاريا على حافلة مزدحمة في القدس أسفرت عن مقتل 23 مستوطنا إسرائيليا، وكانت العملية بمثابة إنهاء الهدنة التي تم الإعلان عنها في يوليو 2003 م. |
| 19 أغسطس | اغتالت القوات الإسرائيلية القيادي إسماعيل أبو شنب في حركة المقاومة الإسلامية (حماس)، بقصف سيارته بغزة. |
| 6 سبتمبر | استقالة محمود عباس من منصب رئيس الوزراء. |
| 4 أكتوبر | تفجير انتحاري في مطعم مكسيم. فجرت الانتحارية الفلسطينية هنادي جرادات (28 عاما) نفسها داخل مطعم مكسيم في حيفا. قتل 21 اسرائيليا (يهوديا وعربيا) وجرح 51 اخرون. كان المطعم مملوكًا لليهود والمسيحيين العرب الإسرائيليين، وكان رمزًا للتعايش. |
| 2004 | |
| 29 يناير | تفجير حافلة شارع غزة. علي يوسف جعارة، شرطي فلسطيني يبلغ من العمر 24 عاما من بيت لحم، أصبح مفجرا انتحاريا وقتل 11 مدنيا إسرائيليا في القدس. |
| 14 مارس | عملية ميناء أشدود: مقتل 10 مدنيين إسرائيليين في اعتداء انتحاري. حماس وفتح أعلنا مسؤوليتهما عن الهجوم. |
| 22 مارس | ادى صاروخ اسرائيلي إلى مقتل القيادي في حماس احمد ياسين و11 آخرين في مدينة غزة. بعملية أشرف عليها رئيس الوزراء الإسرائيلي أرئيل شارون. قامت مروحيات الأباتشي الإسرائيلية التابعة الجيش الإسرائيلي بإطلاق 3 صواريخ تجاه ياسين المقعد وهو في طريقه إلى سيارته مدفوعاً على كرسيه المتحرك من قبل مساعديه، فسقط ياسين شهيداً في لحظتها وجرح اثنان من أبنائه في العملية وقتل معه سبعه من مرافقيه. وقد تناثرت أجزاء الكرسي المتحرك الذي كان ينتقل عليه ياسين في أرجاء مكان الهجوم الذي تلطخ بدمائه ومرافقيه خارج المسجد. مما أدى أيضاً إلى تناثر جسده وتحويله إلى أشلاء. |
| 17 أبريل | قتل صاروخ اسرائيلي زعيم حماس عبد العزيز الرنتيسي واثنين آخرين في مدينة غزة. |
| 2 مايو | مقتل تالي هاتويل وبناتها الأربع. امرأة حامل في الشهر الثامن وبناتها الأربع نصبوا كمينًا وقتلوا على أيدي مسلحين فلسطينيين. |
| 18 – 23 مايو | عملية قوس قزح العسكرية التي استهدفت بها الجيش الإسرائيلي حي السلطان برفح ومحطات الكهرباء والمنشأت والمنازل في رفح وشارك فيه الطيران الحربي الإسرائيلي ودباباتهم وعدد من الاليات، قتل المقاومين بعد مقتل 13 جنديا إسرائيليا في حرب عصابات. وشهدت رفح قدراً من الدمار لم يسبق له مثيل خلال الانتفاضة الثانية، أسفر عن هدم 298 منزلاً، وبلغت حصيلة القتلى الفلسطينيين 60 قتيلًا وعدد من الجرحى. |
| 31 أغسطس | عملية حافلة بئر السبع: مقتل 16 مدنياً إسرائيلياً في اعتداء انتحاري. حماس تعلن مسؤوليتها. |
| 16 أكتوبر | أنهت إسرائيل رسميًا عملية عسكرية استمرت 17 يومًا، أطلق عليها اسم معركة أيام الغضب، في شمال قطاع غزة. وقد انطلقت العملية ردا على سقوط صاروخ قسام أسفر عن مقتل طفلين في مدينة سديروت. قُتل حوالي 108-133 فلسطينيًا خلال العملية، ثلثهم من المدنيين. |
| 11 نوفمبر | وفاة ياسر عرفات عن عمر يناهز 75 عامًا في مستشفى بالقرب من باريس، بعد أن خضع لعلاج طبي عاجل منذ 29 أكتوبر 2004. |
| 2005 | |
| 9 يناير | أسفرت الانتخابات الرئاسية الفلسطينية عن صعود محمود عباس إلى السلطة. وقام محمود عباس بجهود لإعادة النظام والاستقرار في الأراضي الفلسطينية، ووقف الهجمات ضد إسرائيل، مما دفع أرئيل شارون لتغيير موقفه تجاه المفاوضات؛ حيث أمر بإجراء تخفيض كبير في النشاط العسكري الإسرائيلي في الأراضي الفلسطينية، وقام بالعديد من الخطوات الإنسانية لمساعدة المدنيين الفلسطينيين. |
| 13 يناير | هجوم معبر كارني الحدودي. قتل فلسطينيون 6 مدنيين إسرائيليين بعبوة ناسفة 200 رطل وقنابل يدوية وبنادق كلاشينكوف. |
| 25 فبراير | عملية ملهى ستايج. وصل شباب إسرائيليون لحضور حفلة عيد ميلاد مفاجئة في ستيدج كلوب في تل أبيب. فجر انتحاري شاب فلسطيني نفسه عند مدخل الملهى. قتل خمسة إسرائيليين وجرح حوالي 50. الجهاد الإسلامي تعلن مسؤوليتها عن الاعتداء. |
| 12 يوليو | التفجير الانتحاري في مجمع هشارون. مقتل خمسة مدنيين إسرائيليين وإصابة أكثر من 90 شخصًا بجروح نتيجة اعتداء انتحاري. |

## 2005 إلى الوقت الحاضر: ما بعد الانتفاضة، صراع غزة
بعد انسحاب إسرائيل بالكامل من غزة في عام 2005، أطلقت حماس ومسلحون آخرون وابلًا من الهجمات الصاروخية اليومية على إسرائيل. مدينة سديروت، على سبيل المثال، على بعد ميل واحد من غزة، أصيبت بأكثر من 360 صاروخ قسام في غضون ستة أشهر بعد انسحاب إسرائيل. في يونيو 2006، ولج مسلحون من غزة نفقًا إلى داخل إسرائيل، مما أسفر عن مقتل جنديين وأسر جندي واحد. بعد أسبوعين، هاجم حزب الله، بدعم من إيران وسوريا، إسرائيل عبر الحدود الإسرائيلية اللبنانية المعترف بها دوليًا، مما أسفر عن مقتل ثمانية جنود واختطاف اثنين، وإطلاق وابل من الصواريخ في وقت واحد على البلدات في شمال إسرائيل. وردت إسرائيل بعملية عسكرية استمرت 34 يومًا. بعد أن أطلقت حماس آلاف الصواريخ على بلدات إسرائيلية ورفضت تجديد الهدنة لمدة ستة أشهر، ردت إسرائيل بعملية عسكرية ضد حماس لحماية المواطنين الإسرائيليين. انتهت العملية التي استمرت 22 يومًا في 18 يناير 2009. في مايو 2010، حاول النشطاء الأتراك مع أسطول الحرية لغزة كسر الحصار البحري الإسرائيلي على غزة التي تسيطر عليها حماس. في أغسطس 2010، أطلق جنود لبنانيون النار وقتلوا جنديًا إسرائيليًا أثناء عمليات صيانة روتينية للجيش الإسرائيلي على الحدود. وقُتل ثلاثة جنود لبنانيين وصحفي لبناني في تبادل لإطلاق النار.
| يوم الشهر | حدث (أحداث) |
| --- | --- |
| 2005 | |
| 7 أغسطس | أطلق أحد الهاربين من الجيش الإسرائيلي وعضو مجموعة كاخ المحظورة في إسرائيل، إيدن نتان-زاده، النار على حافلة مزدحمة في بلدة شفاعمرو العربية، مما أسفر عن مقتل أربعة فلسطينيين وإصابة 22 آخرين. عندما نفد الرصاص، اقتحم المارة العرب الحافلة وتعرض زادة للضرب حتى الموت. وأدان رئيس الوزراء أرييل شارون وعدد من القادة الإسرائيليين الهجوم وقدموا تعازيهم إلى أسرهم. |
| 17 أغسطس | أطلق آشر ويسجان النار وقتل أربعة فلسطينيين في الضفة الغربية احتجاجًا على خطة فك الارتباط عن غزة. |
| 12 سبتمبر | استكمال خطة فك الارتباط الإسرائيلية أحادية الجانب. أزالت إسرائيل جميع المستوطنات اليهودية والعديد من التجمعات البدوية والمعدات العسكرية من قطاع غزة. على الرغم من عدم وجود تواجد أو ولاية إسرائيليّة دائمة في غزة بعد الآن، احتفظت إسرائيل بالسيطرة على عناصر معينة (مثل المجال الجوي والحدود والموانئ)، مما أدى إلى نزاع مستمر حول ما إذا كانت غزة "محتلة" أم لا. منذ فك الارتباط، استخدمت الجماعات الفلسطينية المسلحة المنطقة كنقطة انطلاق لشن هجمات صاروخية منها وبناء أنفاق داخل إسرائيل. |
| 2006 | |
| 2007 | |
| 19 يناير | افراج إسرائيل عن 100 مليون دولار من عائدات الضرائب التي احتجزتها لتغطية الاحتياجات الإنسانية والنفقات الأساسية الأخرى للفلسطينيين. أرادت إسرائيل تقوية عباس و"إبعاد الأموال عن أيدي حكومة حماس". |
| شهر فبراير | أسفرت المفاوضات في مكة عن اتفاق على حكومة وحدة وطنية فلسطينية وقعها عباس نيابة عن فتح وخالد مشعل نيابة عن حماس. |
| مارس | شكل المجلس التشريعي الفلسطيني حكومة وحدة وطنية صوتت لصالحها 83 نائبا وعارضها ثلاثة. وأدى وزراء الحكومة اليمين أمام أبو مازن، رئيس السلطة الفلسطينية، في حفل أقيم بالتزامن في غزة ورام الله. |
| 4 مايو | حددت الولايات المتحدة جدولاً زمنياً لتسهيل سفر الفلسطينيين وتعزيز الأمن الإسرائيلي، بما في ذلك خطوات مثل إزالة نقاط تفتيش محددة في الضفة الغربية ونشر قوات فلسطينية مدربة بشكل أفضل لمحاولة وقف إطلاق الصواريخ على إسرائيل من غزة وتهريب الأسلحة، المتفجرات والناس في غزة من مصر. كانت إسرائيل حذرة بشأن بعض المقترحات طالما استمر النشطاء الفلسطينيون في إطلاق الصواريخ على إسرائيل. ورفضت الحكومة الفلسطينية بقيادة حماس المبادرة. |
| 7 يونيو | بدأت معركة غزة، مما أدى إلى سيطرة حماس على قطاع غزة من فتح. |
| 27 نوفمبر | مؤتمر أنابوليس، كان مؤتمر سلام يمثل المرة الأولى التي يتم فيها التعبير عن حل الدولتين باعتباره المخطط العام المتفق عليه بشكل متبادل لمعالجة الصراع الإسرائيلي الفلسطيني. وانتهى المؤتمر بإصدار بيان مشترك من جميع الأطراف. |
| 2008 | |
| 27 فبراير | أطلقت حماس ولجان المقاومة الشعبية وحركة الجهاد الإسلامي في فلسطين وابل صاروخي على مدينة عسقلان الإسرائيلية. |
| 28 فبراير | انطلقت محرقة غزة ردا على إطلاق صواريخ من قطاع غزة على إسرائيل. أسفرت العملية عن مقتل 112 فلسطينيا وثلاثة إسرائيليين. |
| 14 مايو | أعلن توني بلير عن خطة جديدة للسلام وحقوق الفلسطينيين، تستند بشكل كبير إلى أفكار خطة وادي السلام. |
| 4 نوفمبر | شنت القوات الإسرائيلية غارة على غزة قتلت خلالها ستة من أعضاء حماس. وردت حماس بهجمات صاروخية على جنوب إسرائيل. |
| ديسمبر | شنت إسرائيل الحرب ضد قطاع غزة الذي تسيطر عليه حماس، وهي عملية اجتياح شامل للقطاع. |
| استمرت الحرب على غزة التي شنتها إسرائيل قرب نهاية العام السابق حتى 18 يناير/ كانون الثاني. بعد 22 يومًا من القتال، أعلنت كل من إسرائيل وحماس وقف إطلاق نار منفصل من جانب واحد. كان عدد ضحايا حرب غزة متنازع عليه. فبحسب حماس، فقد وصلوا إلى 1417 فلسطينيًا منهم 926 مدنياً. وبحسب الجيش الإسرائيلي، قُتل 1166 فلسطينيًا، و295 من غير المقاتلين. وفقًا لشهادات ثلاثة أفلام من الغارديان، قُتل 1400 فلسطيني، بينهم أكثر من 300 طفل (431 طفل ).                 | |
| من 13 إلى 14 يناير | هاجمت قوات الاحتلال الإسرائيلي بلدة خزاعة، وهي بلدة ريفية صغيرة تقع شرقي مدينة خان يونس، جنوب قطاع غزة. وألقيت صواريخ تحتوي على الفسفور الأبيض. |
| 15 يناير | أصاب قصف مدفعي إسرائيلي مجمع الأمم المتحدة في غزة، وأضرمت النيران في المجمع بقذائف الفوسفور الأبيض. |
| 2 ابريل | هجوم فأس بات عين. اعتدى فلسطيني على مجموعة من الأطفال الإسرائيليين بالفأس والسكين، مما أدى إلى مقتل واحد وإصابة ثلاثة. |
| 24 ديسمبر | مقتل الحاخام مئير هاي. قتل الحاخام في إطلاق نار من سيارة مارة. كتائب شهداء الأقصى تعلن مسؤوليتها عن الاعتداء. |
| 2010 | |
| يناير | نفذ سلاح الجو الإسرائيلي غارتين جويتين على أنفاق تهريب، مما أسفر عن مقتل 3 مسلحين وإصابة 7 آخرين. وكان المسلحون أعضاء في حركتي حماس والجهاد الإسلامي في فلسطين. |
| 10 فبراير | عملية طعن كفار تفوح. قام ضابط شرطة تابع للسلطة الفلسطينية بطعن جندي إسرائيلي حتى الموت. |
| 24 فبراير | مقتل نيتا سوريك. مقتل امرأة إسرائيلية طعنا على أيدي فلسطينيين. |
| يمكن | مجزرة أسطول الحرية. حاول نشطاء أتراك مع أسطول الحرية لغزة كسر الحصار البحري الإسرائيلي على غزة التي تسيطر عليها حماس، لكن الجيش الإسرائيلي اعترضهم. عندما صعد الجيش الإسرائيلي إلى السفينة، هاجمهم النشطاء بالسكاكين والقضبان المعدنية. تم احتجاز ثلاثة جنود إسرائيليين كرهائن وتعرضوا للضرب والإيذاء. قُتل تسعة أتراك بنيران جيش الاحتلال الإسرائيلي. |
| 31 أغسطس | قتل أفراد من حماس بالرصاص أربعة مدنيين إسرائيليين بالقرب من كريات أربع، بينهم امرأة حامل. |
| 2 سبتمبر | محادثات السلام المباشرة: أطلقت الولايات المتحدة مفاوضات مباشرة بين إسرائيل والسلطة الفلسطينية في واشنطن العاصمة |
| 14 سبتمبر | محادثات السلام المباشرة: اختتمت الجولة الثانية من محادثات السلام في الشرق الأوسط بين إسرائيل والسلطة الفلسطينية في شرم الشيخ، مصر. |
| 18 ديسمبر | مقتل كريستين لوكن. مقتل امرأة أمريكية طعنا على يد فلسطينيين. وأصيبت امرأة أخرى بجروح بالغة. |
| في عام 2011، نشرت إسرائيل نظام القبة الحديدية للدفاع الجوي لإسقاط الصواريخ التي أطلقتها المنظمات الفلسطينية المسلحة، مثل حماس، في غزة. | |
| 11 مارس | هجوم إيتمار. تسلل فلسطينيان إلى بلدة إيتمار وقتلا خمسة من أفراد عائلة فوغل في أسرتهم. وكان من بين الضحايا ثلاثة أطفال بينهم رضيع. نفى المسؤول في حماس عزت الرشق مسؤولية حركته عن الهجوم، قائلاً، إيذاء الأطفال ليس جزءاً من سياسة حماس، ولا هي سياسة فصائل المختلفة." وأثار الرشق أيضًا احتمال قيام المستوطنين بتنفيذ الهجوم لدوافع إجرامية. |
| 23 مارس | تفجير موقف الحافلات بالقدس: قتل مدني واحد. وأصيب 39 آخرين. اتهمت إسرائيل سرايا القدس بالمسؤولة عن الهجوم. |
| 7 أبريل | تفجير حافلة شاعر هنيغف. فجر نشطاء حماس حافلة مدرسية إسرائيلية وقتلوا فتى. وقالت حركة حماس أن الحافلة كانت تسير على طريق تستخدمه إسرائيل في مهام عسكرية وأنه لم تكن تعلم أنها حافلة مدرسية. |
| 18 أغسطس | العمليات التفجيرية في إيلات: هاجم مسلحون مصريون وفلسطينيون جنوب إسرائيل وقتلوا 8 إسرائيليين، من بينهم ستة مدنيين. 40 جريح. كما قتل خمسة جنود مصريين. |
| سبتمبر | نقلت السلطة الفلسطينية قرارًا في الأمم المتحدة للاعتراف بدولة فلسطين، واصفة إياه بـ "ربيع فلسطين". |
| شهر نوفمبر | فازت فلسطين بعضوية اليونسكو بينما أُجل تصويت الأمم المتحدة على إقامة الدولة وسط عدم وجود دعم من فرنسا والمملكة المتحدة بينما هددت الولايات المتحدة باستخدام حق النقض ضدها. |
| 2012 خلص مسح سنوي من قبل الشاباك إلى أنه في عام 2012، ارتفع عدد من الهجمات في الضفة الغربية من 320 في عام 2011 إلى 578 في عام 2012، لكنه صاحبه انخفاض في عدد الوفيات. خلال نفس العام، نُفذ 282 هجوما في القدس، مقارنة بـ 191 في عام 2011. وترجع الزيادة في الهجمات جزئيا إلى ارتفاع 68 بالمائة من الهجمات باستخدام زجاجات حارقة. ومع ذلك، فإن عدد الهجمات التي تنطوي على الأسلحة النارية والمتفجرات نما بنسبة 42 بالمائة -37 مقارنة بـ 26 في عام 2011. | |
| 9-15 مارس | اشتباكات بين غزة وإسرائيل في آذار / مارس 2012. أطلق مسلحو غزة أكثر من 300 صاروخ وقذائف غراد وقذائف هاون على جنوب إسرائيل، مما أدى إلى إصابة 23 مدنيا إسرائيليا. وردت إسرائيل بضربات جوية على منشآت تخزين الأسلحة في غزة، ومواقع إطلاق الصواريخ، ومنشآت تصنيع الأسلحة، وقواعد التدريب، والمواقع، والأنفاق، وعناصر المقاومة، مما أسفر عن مقتل 22 مسلحا. قتل 4 مدنيين فلسطينيين خلال الاشتباكات. |
| 30 مارس | كُشف أن الإدارة المدنية، وحدة من جيش الاحتلال الإسرائيلي، خصصت على مر السنين 10 بالمائة من الضفة الغربية سرا لمزيد من الاستيطان. |
| 21 سبتمبر | سبتمبر 2012 الهجوم الحدودي بين مصر وإسرائيل. فتح المسلحون النار على الجنود الإسرائيليين والعمال المدنيين. قتل 1 جندي. |
| 14 – 21 نوفمبر | الحرب على غزة: قتل سلاح الجو الإسرائيلي أحمد الجعبري، الرجل الثاني في قيادة الجناح العسكري لـ حماس. إسرائيل تضرب 1500 موقع في غزة, بما في ذلك منصات إطلاق الصواريخ ومستودعات الأسلحة والمرافق الحكومية والمجمعات السكنية. وقال مسؤولون في غزة إن 133 فلسطينيا قتلوا في الصراع بينهم 79 مسلحا و53 مدنيا و1 شرطي وتشير التقديرات إلى أن 840 فلسطينيا أصيبوا بجروح. أطلقت حماس أكثر من 1456 صاروخا على جنوب إسرائيل، مما أسفر عن مقتل 6، بما في ذلك امرأة حامل، وإصابة المئات. أطلقت الصواريخ على القدس لأول مرة وفي تل أبيب لأول مرة منذ حرب الخليج الأولى. قصفت حافلة في تل أبيب في 21 نوفمبر / تشرين الثاني، مما أسفر عن إصابة 28 مدنيا. وردت إسرائيل بقصف مئات المواقع العسكرية في قطاع غزة. |
| 29 نوفمبر | قرار الجمعية العامة للأمم المتحدة 67/19, رفع مستوى فلسطين إلى وضع دولة مراقب غير عضو في الأمم المتحدة، تم اعتماده من قبل الدورة 67 للجمعية العامة للأمم المتحدة، تاريخ اليوم الدولي للتضامن مع الشعب الفلسطيني والذكرى الـ 65 لاعتماد الجمعية العامة للقرار 181 (ثانيا) بشأن حكومة فلسطين المقبلة. تصويت: إلى عن على: 138; القيمة المطلقة.: 41 ضد: 9. |
| 30 نوفمبر | ردا على موافقة الأمم المتحدة على محاولة الأمم المتحدة الفلسطينية للحصول على وضع دولة مراقبة غير عضو, أعلن مجلس الوزراء الداخلي للحكومة الإسرائيلية أنه وافق على بناء وحدات سكنية في منطقة إي 1، يربط بين القدس ومعاليه أدوميم. |
| 17 ديسمبر | تقرر الأمم المتحدة أن يتم استخدام تسمية 'دولة فلسطين' في جميع وثائق الأمم المتحدة الرسمية. |
| 2013 | |
| 15 يناير | قتل الجيش الإسرائيلي أربعة فلسطينيين في غضون أسبوع. |
| 23 يناير | استشهدت فلسطينية برصاص جندي إسرائيلي وأصيبت أخرى. |
| 30 أبريل | قُتل مواطن إسرائيلي برصاص فلسطيني. أصيب المهاجم. |
| 26 أغسطس | استشهاد ثلاثة مدنيين فلسطينيين خلال مواجهات في قلنديا بالضفة الغربية. |
| 21 سبتمبر | مقتل جندي إسرائيلي على يد فلسطيني في بيت أمين. |
| 22 سبتمبر | قُتل جندي إسرائيلي برصاص قناص فلسطيني في الخليل. |
| 1 أكتوبر | قُتل فلسطيني على الحدود بين إسرائيل وغزة على يد الجيش الإسرائيلي في ظروف غامضة. |
| 2014 | |
| 12 يونيو | قُتل إيال يفراح، 19 عامًا، وجلعاد شعار، 16 عامًا، ونفتالي فرنكل، 16 عامًا، وكانا يحملان أيضًا الجنسية الأمريكية، بينما كانا يتنقلان من مدارسهما الدينية في مستوطنات بالضفة الغربية إلى المنزل. للقصة التفصيلية: قتل المستوطنين الإسرائيليين الثلاثة. |
| 16 يونيو | أصيب أحمد صبارين، 21 عاما، برصاص القوات الإسرائيلية في مخيم الجلزون للاجئين، خلال عمليات تفتيش للمنازل في الضفة الغربية بحثا عن ثلاثة فتيان مفقودين. واتهمت إسرائيل حماس بالوقوف وراء خطف الشبان الإسرائيليين الثلاثة في الضفة الغربية. واعتقلت القوات الاسرائيلية حتى الآن أكثر من 150 فلسطينيا من بينهم رئيس البرلمان عبد العزيز الدويك. |
| 20 يونيو | أطلقت القوات الإسرائيلية النار وقتلت فلسطينيين، أحدهما فتى، في اشتباكات رافقت بحث إسرائيل عن ثلاثة طلاب فقدوا منذ أكثر من أسبوع في الضفة الغربية المحتلة. أطلق جنود الاحتلال الأعيرة النارية، مما أدى إلى استشهاد محمود جهاد محمد دودين (14 أو 15 سنة). حضر الآلاف جنازته. وأصابت طلقة إسرائيلية أيضا مصطفى حسني أصلان، 22 عاما، في رأسه خلال اشتباك قرب حاجز قلنديا في رام الله. |
| 30 يونيو | شنت طائرات هليكوبتر إسرائيلية عشرات الغارات الجوية في أنحاء قطاع غزة خلال الليل، بعد ساعات فقط من العثور على جثث ثلاثة شبان إسرائيليين مختطفين في مقبرة ضحلة بالقرب من مدينة الخليل جنوب الضفة الغربية. بعد اكتشاف الجثث، أصدر نتنياهو بيانًا ألقى فيه باللوم مرة أخرى على حماس. ونفت حماس أي دور لها. وقال المتحدث سامي أبو زهري "تم نشر النسخة الاسرائيلية فقط من الاحداث... إن إسرائيل تحاول إفساح المجال للعدوان علينا، ضد حماس... لم تتحمل أي جماعة فلسطينية، حماس أو أي جماعة أخرى، المسؤولية عن هذا العمل، وبالتالي لا يمكن الوثوق بالنسخة الإسرائيلية ". |
| 1 يوليو | رداً على الأخبار المتعلقة بالمراهقين الإسرائيليين الثلاثة المختطفين، تم اختطاف محمد أبو خضير البالغ من العمر 16 عاماً من الشارع بعد مغادرته منزله في حي شعفاط العربي بالقدس للذهاب للصلاة مع أصدقائه. تعرض للضرب والحرق حيا. في 7 يوليو، أفادت الأنباء أن ثلاثة معتقلين يهود اعترفوا بالجريمة. |
| 8 يوليو | الحرب على غزة 2014 النطلاق الفعلي لنزاع عسكري بين إسرائيل وحركات المقاومة الفلسطينية في قطاع، والتي أطلق عليها الجيش الإسرائيلي "عملية الجرف الصامد" وردت كتائب عز الدين القسام بمعركة "العصف المأكول" |
| 17 يوليو | بدأ آلاف الجنود الإسرائيليين مدعومين بالدبابات عملية اقتحام لقطاع غزة. جميع المناطق الحدودية تتعرض للقصف. قصف بالدبابات كل دقيقة. وتعرضت بلدة بيت لاهيا شمال قطاع غزة لقصف إسرائيلي عنيف. وقال المزارع جمال أبو سمرة (42 عاما) في المنطقة "يسمع صوت قذائف الدبابات طوال الوقت". قال إن زوجته وأطفاله الستة وأربعة أشقاء وعائلاتهم كانوا متجمعين في الطابق الأرضي من منزل العائلة. |
| 3 أغسطس | قصف إسرائيل لمدرسة تابعة للأمم المتحدة تأوي حوالي 3300 نازح في جنوب غزة في انتهاك للقانون الدولي وفقا للأمم المتحدة. تم تصنيف المدرسة كموقع محمي وتم إبلاغ الجيش الإسرائيلي 17 مرة بالإحداثيات الدقيقة لموقع المدرسة. قُتل 10 أشخاص وجُرح عدد كبير. |
| 4 ديسمبر | مقتل محمد حبالي كان محمد حسام عبد اللطيف حبالي فلسطينيًا يبلغ من العمر 22 عامًا معاقًا عقليًا، قُتل برصاص الجنود الإسرائيليين في 4 ديسمبر / كانون الأول 2018 في طولكرم، وهي مدينة في الضفة الغربية، بالقرب من حدود عام 1967 بين إسرائيل والضفة الغربية التي تحتلها إسرائيل. أفاد شهود عيان أن القوات الإسرائيلية قتلت حبالي، ولم يطعن الجيش الإسرائيلي في سبب الوفاة. |